# Tempelberg
Der Tempelberg (hebräisch הַר הַבַּיִת Har ha-Bajit, deutsch ‚Berg des Hauses [Gottes]‘, arabisch الحرم الشريف al-haram asch-scharif, DMG al-ḥaram aš-šarīf ‚das edle Heiligtum‘) ist ein Hügel im Südosten der Altstadt von Jerusalem oberhalb des Kidrontales. Auf seinem Gipfel befindet sich ein etwa 14 ha großes künstliches Plateau, in dessen Mitte der Herodianische Tempel stand, ein Nachfolgebau des nachexilischen jüdischen Tempels, der wiederum auf den Fundamenten des salomonischen Tempels errichtet wurde. Seit dem 7. Jahrhundert n. Chr. steht hier der Felsendom. Auf der südlichen Seite der Esplanade befindet sich die al-Aqsā-Moschee. Der Tempelberg ist einer der umstrittensten heiligen Orte der Welt.

## Namen

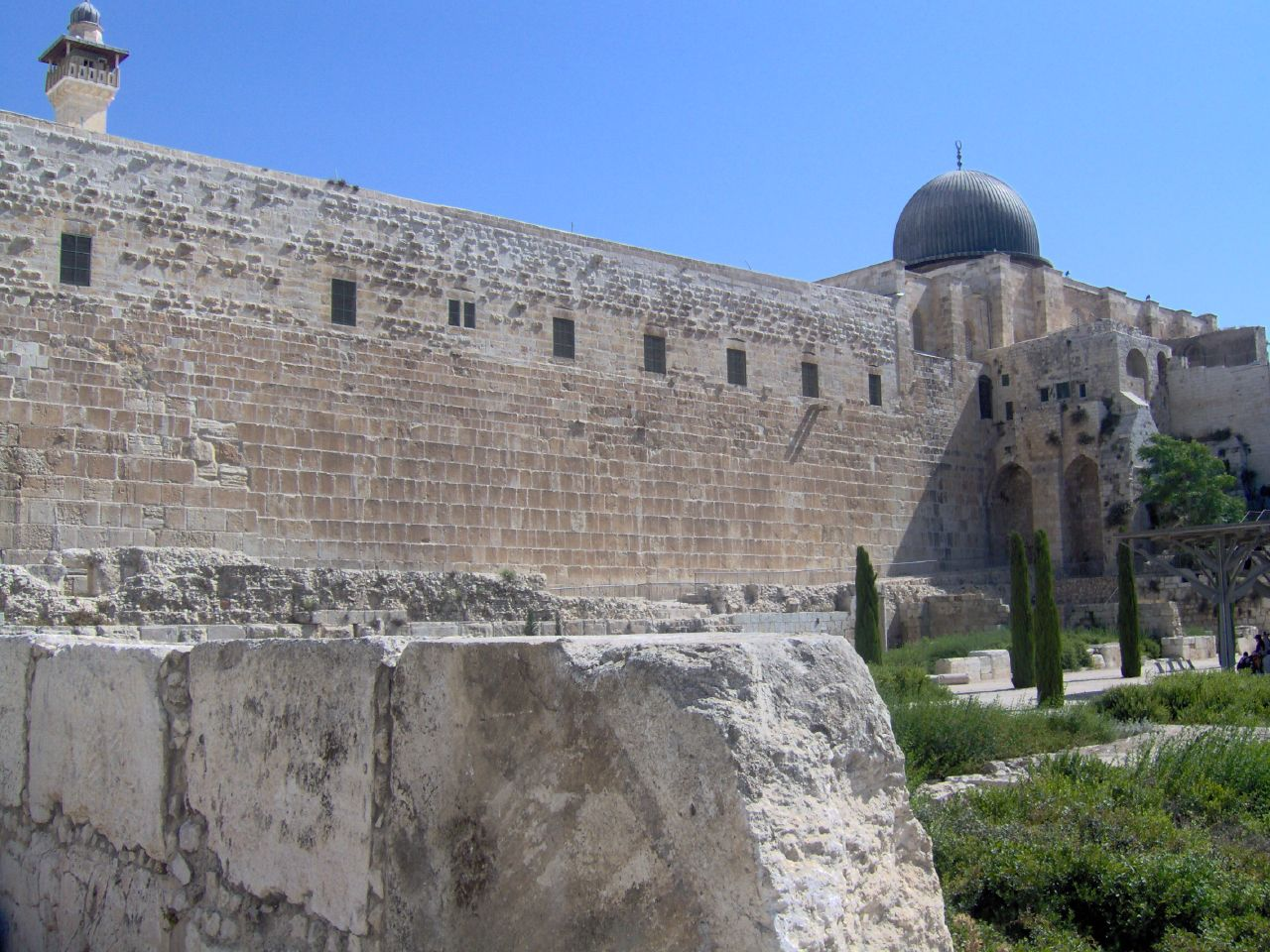
Südmauer

### Biblischer Tempelberg
In der Hebräischen Bibel gibt es mehrere Bezeichnungen, die von der Tradition mit dem Tempelberg gleichgesetzt wurden:
- Berg des Hauses (Gottes), hebräisch הר הבית har habait, ist die hebräische Bezeichnung, die mit „Tempelberg“ übersetzt wird. Innerhalb der Hebräischen Bibel begegnet die Formulierung in Mi 3,12 EU als Kurzform von „Berg des Hauses JHWHs“ in Mi 4,1 EU.[1]
- Berg Zion. Ursprünglich Name des Südosthügels (=Davidsstadt), wurde Zion teils zum Namen für den Nordosthügel (=Tempelberg), teils für die Stadt Jerusalem insgesamt und ist innerhalb der Hebräischen Bibel die theologisch gefüllte Bezeichnung des Tempelbergs (z. B. Joel 4,17 EU). Die Bezeichnung Zion wanderte in byzantinischer Zeit auf den Südwesthügel.[2]
- Morija (bekannt auch in der Schreibweise: Moriah): a) Das „Land Morija“ (hebräisch אֶרֶץ הַמֹּרִיָּה æræṣ hammorijjāh) ist Schauplatz der Erzählung von Isaaks Bindung (Gen 22,2 EU); b) der „Berg Morija“ (hebräisch הַר הַמּוֹרִיָּה har hammôrijjāh) Ort des Salomonischen Tempelbaus (2 Chr 3,1 EU). Interessant ist hierbei, dass die antiken jüdischen Übersetzer ins Griechische (Septuaginta) beide Stellen verschieden behandelten: Gen 22,2 „das hohe Land“ und 2 Chr 3,1 „Berg des Amoria.“[3] Dagegen hat Flavius Josephus[4] den Namen transkribiert als altgriechisch Μωριων Mōriōn. Die Beziehung der beiden Morija-Texte im Buch Genesis und in der Chronik zueinander ist ungeklärt; einige Exegeten (z. B. Hermann Gunkel, Claus Westermann) vermuteten, dass Morija sekundär in den Text von Gen 22 eingefügt wurde, um die Erzählung von der Bindung Isaaks mit dem Jerusalemer Tempelberg in Beziehung zu setzen. Detlef Jericke fasst die Sicht heutiger historisch-kritischer Bibelwissenschaft zusammen: Es sei „nicht zu erweisen, dass Morija in alttestamentlicher Zeit ein Orts- oder Geländename war. Vielmehr ist davon auszugehen, dass es sich um eine literarische Bildung handelt.“[5] Die Identifikation von Morija mit dem Tempelberg steht aber seit frühjüdischer Zeit (siehe: Josephus) fest und wird auch von den Midraschim und Targumim vorausgesetzt.[6]

Wie Yaron Eliav und Rachel Elior herausgearbeitet haben, wurde der Begriff Tempelberg erst üblich, nachdem der Tempel 70 n. Chr. von römischen Soldaten zerstört worden war.

### Tempelberg in islamischer Rezeption

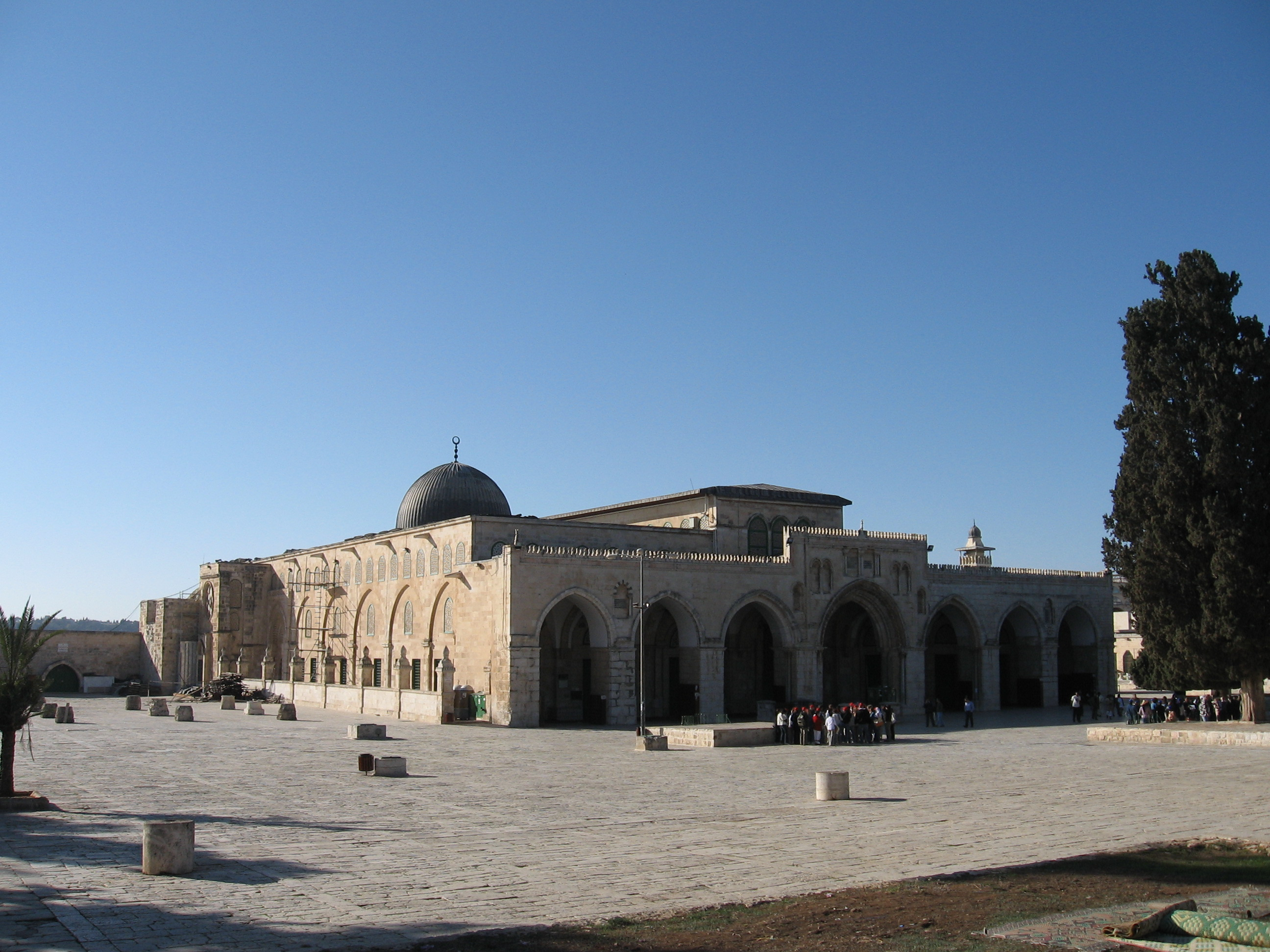
Die al-Aqsa-Moschee von Nordosten aus

Im Folgenden geht es um Bezeichnungen der Plattform oder Esplanade, die durch die Baumaßnahmen des Herodes entstanden war und die identisch mit dem Haram ist:
- Maqdis „Heiligtum“ war in frühislamischer Zeit die gesamte Esplanade, außerdem Bait al-Maqdis, eine Entlehnung von aramäisch Bet Maqdescha, „Haus des Heiligtums“, und Masdschid Bait al-Maqdis „Moschee des Hauses des Heiligtums.“
- al-Masdschid al-Aqsa „die ferne Kultstätte“ ist im Koran das Ziel der nächtlichen Himmelsreise des Propheten Mohammed. Diese Bezeichnung wurde seit der Zeit der Omayyaden zum üblichen Namen für den Tempelplatz und gewinnt gegenwärtig an Verbreitung. So definiert z. B. das jordanisch-palästinensische Abkommen zur gemeinsamen Verteidigung von al-Masdschid al-Aqsa (31. März 2013) dieses als ein Gelände von 144 Dunam (14,4 ha), „inbegriffen die Qibli-Moschee der al-Aqsa, die Moschee des Felsendoms und alle zugehörigen Moscheen, Bauten, Mauern, Höfe, damit verbundenen Gebiete über und unter der Erde und die Waqf-Immobilien, die mit al-Masdschid al-Aqsa verbunden sind, mit ihrer Umgebung oder mit ihren Pilgern.“[9]
- al-Haram asch-Scharif, der „erhabene, abgegrenzte heilige Bereich“ ist eine vergleichsweise jüngere Bezeichnung. Sie kam nach der Rückeroberung Jerusalems von den Kreuzfahrern im 13. Jahrhundert auf und wurde im Frieden von Jaffa 1229 quasi offiziell für die Esplanade mit ihren muslimischen Gebäuden verwendet. Im 19. und 20. Jahrhundert war dies die vorherrschende arabische Bezeichnung im Sprachgebrauch der Jerusalemer Bevölkerung, bei den osmanischen Behörden und folglich auch bei der in dieser Zeit entstehenden Fachliteratur. Im religionsrechtlichen Sinn ist aber fraglich, ob die Jerusalemer heilige Stätte ein Haram ist. Bereits im 14. Jahrhundert wandte sich Ibn Taimiya gegen diesen Sprachgebrauch.

### Politische Brisanz der Bezeichnung
Die Bezeichnungen Tempelberg bzw. al-Haram asch-Scharif sind nicht neutral; sie bringen bereits eine bestimmte Bewertung der heiligen Stätte zum Ausdruck. So wurde von vielen Kommentatoren kritisiert, dass eine von arabischen Staaten eingebrachte UNESCO-Resolution sich im Oktober 2016 mit der Gefährdung der historischen Bausubstanz der heiligen Stätte befasste und dabei durchgängig die Bezeichnung Al-Aqṣa Mosque/Al-Ḥaram Al-Sharif verwendete. „Tempelverleugnung ist schlimmer als Holocaustleugnung“, so der Archäologe Gabriel Barkay, der zu dieser Zeit im Temple Mount Sifting Project engagiert war. „Die Unesco hat somit gemäss israelischen Regierungskreisen die historische Verbindung des Judentums mit dem Tempelberg geleugnet“, bemerkte Carlo Strenger in einem Beitrag für die Neue Zürcher Zeitung.
Da es einen neutralen Namen der Stätte nicht gibt, wird in wissenschaftlicher Literatur die Doppelbezeichnung „Tempelberg / al-Haram asch-Scharif“ (Temple Mount / Al-Haram al-Sharif, TM/HS) gebraucht.

## Religiöse Bedeutung

### Im Judentum
Das Deuteronomium hebt hervor, dass es für Israel nur einen legitimen Kultort geben kann; die Samuel- und Königsbücher spezifizieren, dass dieser Kultort der Tempel in Jerusalem ist. Dass der Tempel sich auf einem heiligen Berg befinde, kommt in dieser Konzeption nicht vor, wohl aber in den Psalmen und den Prophetenbüchern.
In 2 Sam 7 äußert König David den Wunsch, nun da er selbst in einem Palast lebt, für die Lade JHWHs auch ein „Haus“ zu bauen. Der Prophet Natan verkündet ihm daraufhin die göttliche Antwort, dass umgekehrt JHWH dem David ein „Haus“ bauen werde, nämlich eine dauerhafte Königsdynastie. Nicht David, sondern erst sein Sohn (Salomo) aber werde den Tempel erbauen.
Wirkungsgeschichtlich bedeutend wurde, wie der Chronist (2 Chr 3,1 ) verschiedene Traditionsstränge verknüpfte:
Salomo baut den Tempel
- in Jerusalem, auf dem Berg Morija (geographische Bestimmung, verbunden mit der Erzählung von der Bindung Isaaks, Gen 22);
- wo JHWH seinem Vater David erschienen war (Theophanie);
- an der Stätte, die David bestimmt hatte (Salomo führt beim Tempelbau Befehle seines königlichen Vaters aus);
- auf der Tenne des Jebusiters Arauna (verbunden mit der Kultlegende, dass eine Seuche endete, als David hier einen Altar baute, 2 Sam 24,18-25 EU). Tennen befanden sich in erhöhter Lage und boten sich daher als Kultplätze an. Die Betonung liegt darauf, dass David ein vorher profan genutztes Gelände für den JHWH-Kult bestimmt habe; die ältere Forschung nahm an, dass dies historisch unzutreffend sei und David im Gegenteil den Stadttempel der Jebusiter vorgefunden und umgewidmet habe.[17]

Schriften aus der Zeit des Zweiten Tempels beschrieben genauer, dass sich das Tempelhaus in der Mitte eines Architekturkomplexes befand; für diese Höfe und Galerien gab es ein abgestuftes System religiöser Bedeutsamkeit. Zugleich konnte auch der gesamte Architekturkomplex „Tempel“ genannt werden. Eine Sonderstellung hat das 1. Makkabäerbuch, das mehrfach den Tempelberg als religiös bedeutsamen Ort herausstellt (1 Makk 4,46 ). Bei Flavius Josephus begegnet erstmals der Gedanke, dass auch das Umfeld der Tempelanlage als Temenos eine Art von Heiligkeit habe. Voll ausgebildet ist diese Konzeption in der Mischna: nach Mischna Middot I, 1–3 hatte der Tempelberg fünf Tore, die von Leviten bewacht wurden, und einen „Mann des Tempelbergs“, der ihre Wachsamkeit kontrollierte. Mischna Bikkurim III,4 beschreibt die Prozession mit den Erstlingsfrüchten zum Tempel; der Tempelberg ist hier eine Station, bevor der Festzug den Vorhof des Tempels erreicht. Besondere Regeln gelten für das Betreten des Tempelbergs: „Man nähere sich nicht dem Tempelberg mit seinem Stab, mit seinen Schuhen, seinem Geldgürtel oder mit Staub an den Füßen. Und man mache ihn nicht zum Abkürzungsweg, und noch weniger darf man ausspucken.“ All diese Details vermitteln den Eindruck, Erinnerungen an Gegebenheiten des Zweiten Tempels zu sein; nach Yaron Z. Eliav stammt aber das Konzept „Tempelberg“ aus der Welt der Rabbinen.
Die Zerstörungen beider Tempel im Abstand von 655 Jahren, die nach der Mischna beide am 9. Av stattfanden, bilden zentrale Ereignisse in der jüdischen Geschichte. Der Wiederaufbau des Tempels in Jerusalem ist Anliegen des Achtzehnbittengebetes.

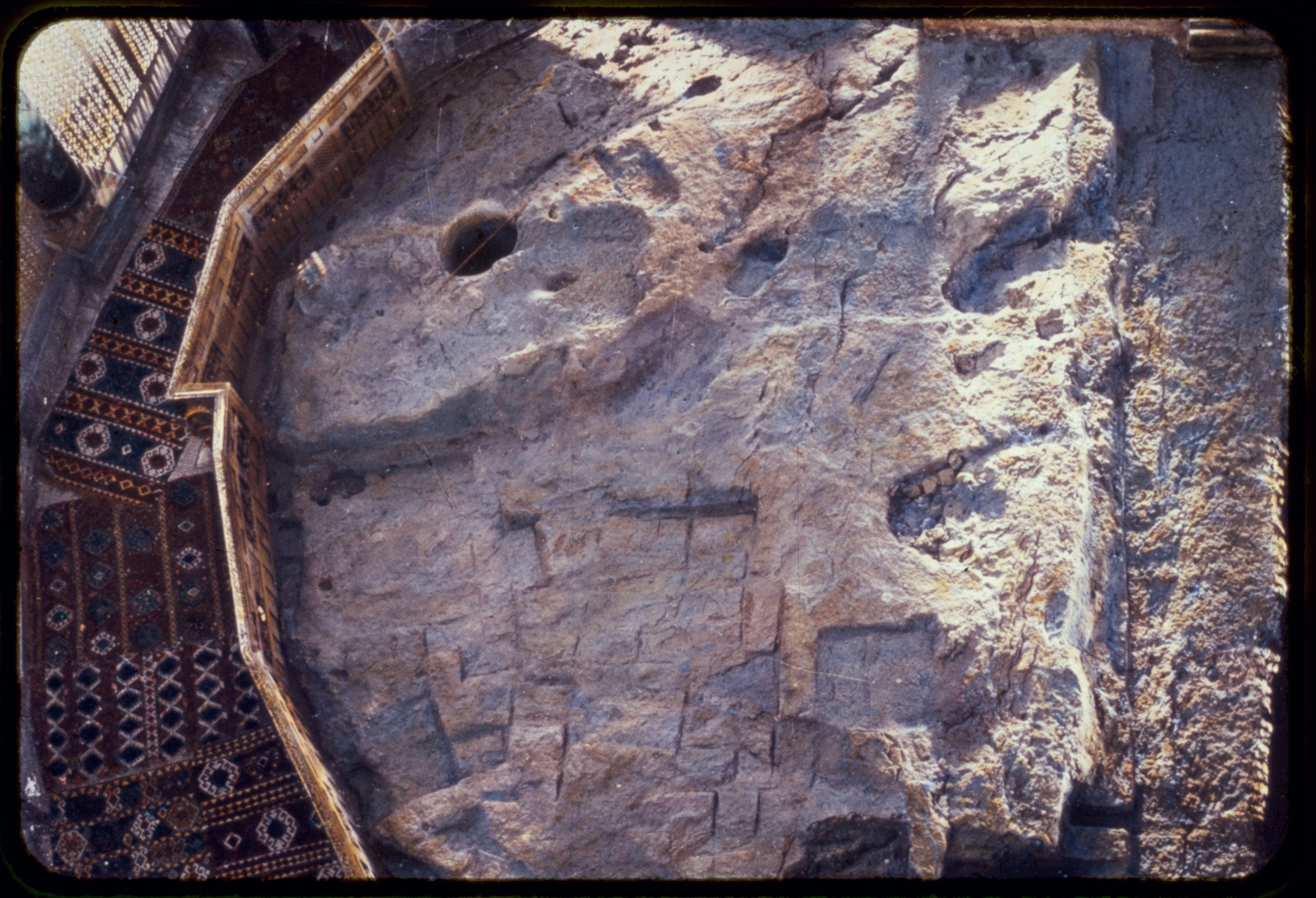
Der als heilig verehrte Felsen; die Bearbeitungsspuren (besonders die kreisrunde Öffnung) sind wahrscheinlich älter als der muslimische Felsendom

Nach der Zerstörung des Jahres 70 und nachdem Wiederaufbauversuche des Tempels gescheitert waren, besuchten Juden den Tempelberg, obwohl ihnen das Wohnen in Aelia Capitolina verboten war. Es gab offenbar Liturgien für diese Besuche, auch wenn die Details nicht mehr bekannt sind. Innerhalb der Trümmerlandschaft gewann ein aufragendes Stück gewachsener Fels besondere Bedeutung. Dieser sei der Grundstein der Schöpfung, auf dem im Allerheiligsten die Bundeslade gestanden habe (hebräisch אבן השתייה ’ævæn ha-štijjā). „Nach der Fortführung der Lade blieb dort ein Stein seit den Tagen der ersten Propheten, und er wurde Fundament genannt (vgl. Sach 9,3), seine Höhe über der Erde betrug drei Finger…“ Die Parallele in der Tosefta interpretiert diesen Felsen als Nabel der Welt. Nach Eliav wird hier ein Prozess sichtbar, der den Tempelberg und den heiligen Felsen religiös aufwertete, unabhängig von den zerstörten Tempelgebäuden. Nach späterer talmudischer Legende hat Gott an dieser Stelle die Erde entnommen, aus der er Adam formte. Hier hätten Adam, später Kain, Abel, Melchisedek und Noach ihre Opfer dargebracht.
Die Westmauer oder Klagemauer ist ein Teil der westlichen Umfassungsmauer der herodianischen Esplanade. Viele Juden beten dort. Es ist üblich, Gebetszettel/Bitten in den Mauerspalten zu hinterlassen.
Das liberale Judentum modernisierte die traditionellen Gottesdienste, unter anderem, indem Elemente daraus entfernt wurden, die symbolisch die Opferhandlungen im Tempel ersetzen sollten (Musaf-Gebet). Denn ein Neubau des Jerusalemer Tempels und eine Wiederaufnahme der Tieropfer war für Reformer wie Abraham Geiger kein Ziel. Bei der Gründung der ersten US-amerikanischen Reformgemeinde in Charleston 1825 wurde diese neue Ausrichtung so formuliert: „Dieses Land ist unser Palästina, diese Stadt ist unser Jerusalem, dieses Gotteshaus ist unser Tempel.“ Deshalb werden Synagogen im liberalen Judentum als Tempel bezeichnet.
Orthodoxe und konservative Juden halten dagegen an der Bedeutung des Tempelbergs fest. Samson Raphael Hirsch schrieb: „Wenn auch in Trümmern daliegt der Tempel und verödet der Zijaunsberg, den Gott zur Heiligtumsstätte erkoren, so bleibt doch eben darum seine Bedeutung für uns ewig, und ewig die Pflicht: ehrfürchtende Achtung davor zu bewahren. Auch heute noch darfst du an jene heilige Stätte nicht leichtsinnig hintreten, nicht mit Stock und Schuhen und staubbedeckt, … überhaupt auch heute nur dort hintreten um den Boden des Gottesheiligtums zu betreten und deinem Gefühle Raum zu geben.“ In der Gegenwart dürfe man aber nur bis zur Mauer („bis ans חיל“) gehen. Hirsch formulierte diese Grundsätze 1889, zu einer Zeit, als der Haram asch-Scharif von Nichtmuslimen nur in Ausnahmefällen betreten werden durfte.
Die Frage, ob ein neuer Tempel gebaut und der Opfergottesdienst wieder aufgenommen werden sollte, hatte sich im Judentum jahrhundertelang höchstens theoretisch gestellt, und im Rahmen solcher Gedankenspiele hatte erstmals Zwi Hirsch Kalischer (1795–1874) vorgeschlagen, wieder ein Pessachlamm zu opfern. Der Chafetz Chaiim empfahl seinen Anhängern, die Opfergesetze der Mischna (Seder Kodaschim) zu studieren, um beim Anbruch der Erlösung vorbereitet zu sein. Im Jahr 1921 gründete Rabbi Zwi Jehuda Kook die Torat-Kohanim-Jeschiwa (Jeschiwa zum Studium der Priestergesetze) in der Jerusalemer Altstadt.
Theodor Herzl hatte Jerusalem 1898 gemeinsam mit anderen Zionisten besucht. Sein Eindruck von der Gebetsstätte vor der Klagemauer war stark negativ. Im 1902 erschienenen utopischen Roman Altneuland gibt es in Jerusalem wieder einen jüdischen Tempel. Er ist bei Herzl mehr nationales als religiöses Symbol und kontrastiert mit der Realität an der Klagemauer. Der Ort dieses Tempels wird im Roman nicht genau lokalisiert; der Felsendom („Omarmoschee“) besteht jedenfalls weiter.
Chaim Hirschensohn, ein religiöser Zionist, veröffentlichte 1919 bis 1928 ein mehrbändiges Werk (Malki baKodesch), das die religiösen Grundlagen eines modernen jüdischen Staats behandelte. Auf dem Tempelberg solle ein „Friedenstempel“ entstehen, der für Menschen jeder Religion und Herkunft offen sei. In Auseinandersetzung mit Hirschensohns Vorschlag entwickelte Abraham Isaak Kook die Vision einer großen, repräsentativen Synagoge nahe der Klagemauer. Ein jüdisches Heiligtum auf dem Tempelberg, mit oder ohne Wiederaufnahme des Opferkults, lehnte Kook dagegen ab. Die kultische Reinheit, Voraussetzung für das Betreten des Tempelbergs, sei in der Gegenwart nicht erreichbar.
Einen neuen Aspekt brachte Lechi ein, eine jüdisch-nationalistische, säkulare Untergrundbewegung, die in ihrem Manifest „Prinzipien der Erneuerung“ (1940/41) als letztes ihrer Ziele formulierte: „Bau des Dritten Tempels als Symbol der neuen Ära der totalen Erlösung.“

### Im Christentum
In der Jesusüberlieferung gibt es verschiedene positive Bezugnahmen Jesu auf den Tempel und seine Heiligkeit, z. B. schickte Jesus einen von ihm geheilten Menschen zum Tempel, damit ein Priester dort mit ihm das Reinigungsritual durchführte (Mk 1,40-44).
- Im Tempelwort (Mk 14,58, Joh 2,19), das wahrscheinlich auf den historischen Jesus von Nazareth zurückgeht, kündigt dieser an, den Tempel abreißen und durch einen endzeitlichen, nicht mit Händen gemachten Tempel ersetzen zu wollen. Jesus hatte demnach Interesse am Tempel und bemühte sich um ihn.[36]
- Die Tempelaktion („Tempelreinigung“) war ein spektakulärer Aufruf zur Umkehr. Jesus brachte damit den Opferkult kurzzeitig zum Erliegen und wies auf einen neuen Gottesdienst im „Haus des Gebets“ hin.[37] Man hält diese Aktion weithin für ein historisches Ereignis aus dem Leben Jesu, aber es ist einerseits unklar, welchen Umfang die Aktion hatte – angesichts der bekannt strengen Bewachung der Esplanade durch die Tempelpolizei – und andererseits, welche Interpretation Jesus dieser Aktion selbst gab.[38]

Unter den Autoren des Neuen Testaments war es besonders der Verfasser des lukanischen Doppelwerks (Lukasevangelium und Apostelgeschichte), der die Tempelbesuche von Jesus, seiner Familie und seinen Jüngern hervorhob. Die Apostel trafen sich nach Ostern weiterhin in den Höfen des Tempels (Apg 5,12 ). Paulus von Tarsus wurde hier gefangen genommen, weil andere Tempelbesucher behaupteten, er habe einen Nichtjuden in den inneren, nur Juden vorbehaltenen Bereich des Tempels gebracht (Apg 21,27–30 ). Lukas betonte, dass der Vorwurf, Christen seien tempelfeindlich, unbegründet sei.
Die Kreuzigung Jesu und die Zerstörung des Tempels – zwei historische Ereignisse, die rund 40 Jahre auseinander liegen – wurden von Autoren der Alten Kirche kausal miteinander verbunden und zum Thema christlicher Geschichtstheologie: die Ablehnung Jesu durch die Mehrheit des jüdischen Volkes habe das Ende des Tempelkults herbeigeführt; die Kirche sei nun das neue Gottesvolk (Substitutionstheologie). Diese Überlegungen haben Ansatzpunkte im Neuen Testament, besonders im Evangelium nach Matthäus; der Unterschied liegt darin, dass für den Evangelisten der Jüdische Krieg, die eigene Gegenwart und das für die nahe Zukunft erwartete Weltende zeitlich beisammenlagen und sich die Frage nach dem weiteren Ergehen des Judentums und des Tempelkults daher nicht stellte. Das war für die Theologen der Alten Kirche anders: Als Kaiser Julian im Jahr 363 den Wiederaufbau des Jerusalemer Tempels gestattete, stellte dieses Projekt das christliche Selbstverständnis massiv in Frage, ebenso wie christliche Beobachter sich durch das Scheitern dieser Pläne bestätigt fühlten. Hinter den theologischen Deutungen der christlichen Autoren, die darüber berichten (Gregor von Nazianz, Ephräm der Syrer), sind die historischen Abläufe kaum noch erkennbar. Johannes Chrysostomos brachte es so auf den Punkt: „Christus hat die Kirche begründet, und niemand ist in der Lage, sie zu zerstören; er zerstörte den Tempel, und niemand vermag ihn wiederzuerrichten.“
Das Christentum erwartet keinen Tempelneubau, da Jesus Christus zum Ort der Versöhnung geworden sei (Offb 21,22). Es kann aber jüdische Tempelhoffnungen in einem eschatologischen Kontext bejahen.

### Im Islam
Der Islam sieht sich in Kontinuität mit den älteren Religionen Judentum und Christentum. So schrieb der Jerusalemer Qadi und Historiker Mudschir ad-Din al-ʿUlaymi (مجير الدين العليمي) im 15. Jahrhundert mit Berufung auf ältere Tradition: „Nachdem David viele Städte gebaut hatte und die Situation der Kinder Israels sich verbessert hatte, wünschte er Bajt al-Maqdis (das Haus des Heiligtums) zu bauen und eine Kuppel über dem von Gott geheiligten Felsen in Aelia zu errichten,“ und: „Salomo baute Masdschid Bajt al-Maqdis im Auftrag seines Vaters David.“
Jerusalem war die erste Gebetsrichtung der Muslime und nach dem Koran Ziel der Himmelsreise des Propheten Muhammad: „Gepriesen sei der, der mit seinem Diener (d.h. Mohammed) bei Nacht von der heiligen Kultstätte (in Mekka) nach der fernen Kultstätte (in Jerusalem), deren Umgebung wir gesegnet haben, reiste, um ihn etwas von unseren Zeichen sehen zu lassen (w. damit wir ihn etwas von unseren Zeichen sehen lassen) ! Er (d.h. Gott) ist der, der (alles) hört und sieht.“ (Sure 17,1) Mujīr al-Dīn interpretierte diesen Koranvers so, dass Gott den Propheten Mohammed von Mekka nach Jerusalem versetzt habe. Übereinstimmend mit anderen Kommentatoren sah er Jerusalem doppelt gesegnet:
- in der Vergangenheit, als Wirkungsstätte früherer Propheten,
- in der Zukunft, als Ort, wo sich die Menschen am Jüngsten Tag versammeln.

Mudschir ad-Din wertete für seine Theologie des Heiligtums von Jerusalem mehrere Quellen aus, die er zueinander in Beziehung setzte. So ergab sich ein Bild der Vergangenheit, das David und Salomo weniger als Tempelgründer denn als Tempelerneuerer erscheinen ließ: Denn den ersten Tempel erbauten Engel, dieser wurde von Adam erneuert, dann von Sem, dem Sohn Noachs, dann von dem Patriarchen Jakob. Danach ordnete Mudschir ad-Din David und Salomo ein.
Da sich in Masdschid Bait al-Maqdis Himmel und Erde besonders nahe seien und Engel hier auf- und niederstiegen, seien Gebete an diesem Ort besonders wirksam. Ein Gebet in Jerusalem, wird der Prophet zitiert, sei besser als fünfhundert Gebete andernorts. Wer in Jerusalem bete, dem würden alle Sünden vergeben, und er kehre in den Stand der Unschuld zurück. Besonders empfehlenswert sei, die Wallfahrt nach Mekka in Jerusalem zu beginnen.
Die muslimische Tradition, dass bereits die Engel und dann Adam auf dem Tempelberg einen Tempel gebaut hätten, spielt im aktuellen politischen Konflikt eine Rolle. Der Großmufti von Jerusalem, Muhammad Ahmad Hussein, interpretierte sie 2015 so, dass hier seit Schöpfung der Welt eine Moschee gewesen sei – und kein jüdischer Tempel.

## Geschichte

### Erster und Zweiter Jüdischer Tempel
Der Erste Tempel wurde biblischer Überlieferung zufolge unter König Salomo gebaut. Auch wenn die Hypothese eines davidisch-salomonischen Großreichs von vielen Fachleuten nicht mehr geteilt wird und ein Salomo, der nur einen kleinen, dünn besiedelten und wirtschaftlich schwachen Staat regierte, nicht die Mittel zum Bau einer prachtvollen Tempelanlage hatte: Kein späterer Jerusalemer König schrieb sich diesen Bau zu. Das spricht nach Einschätzung von Israel Finkelstein dafür, dass der Tempel auf Salomo zurückgeht und von späteren Königen seiner Dynastie ausgebaut wurde, so dass das Bauwerk entstand, das in 1 Kön 6-7 beschrieben wird.
Dieser Tempel wurde 586 v. Chr. durch Nebukadnezar II. und die Babylonier zerstört. Ab 521 v. Chr. – nach Ende der babylonischen Gefangenschaft – wurde der Tempel mit persischer Hilfe errichtet und 516 v. Chr. fertiggestellt. Jüdische Tradition bezeichnet diesen als „Zweiten Tempel“. Von beiden Tempeln und ihren heiligen Geräten ist „strikt nichts mehr vorhanden.“

### Herodianischer Tempelneubau.

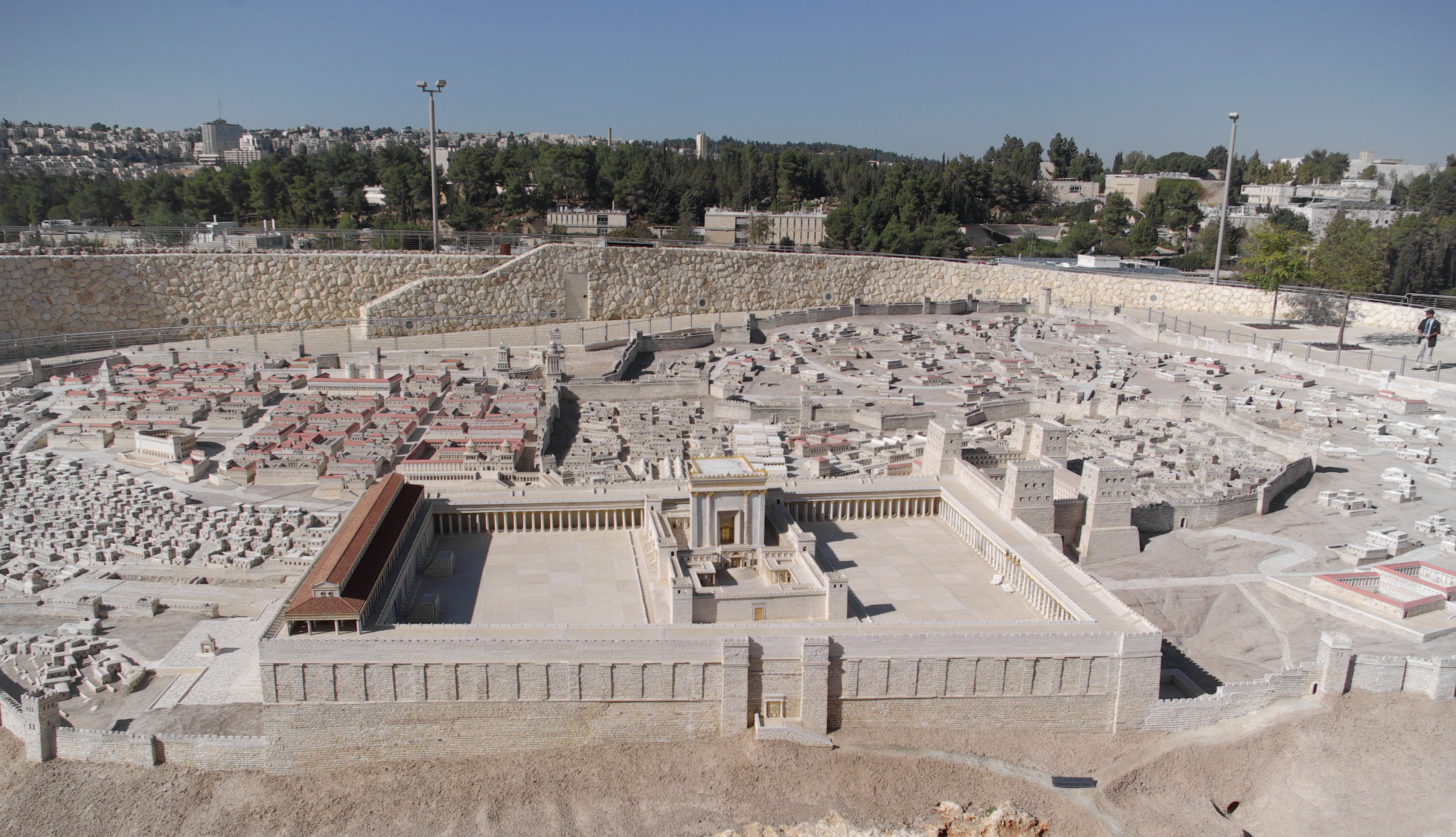
Herodianischer Tempel. „Holyland“-Modell im Israel Museum, Jerusalem.

Der Zweite Tempel war im Laufe der Zeit baufällig geworden. Herodes, jüdischer Klientelkönig von Judäa unter römischer Oberherrschaft, plante deshalb einen Tempelneubau, der neben dem Hafen von Caesarea sein ambitioniertestes Bauprojekt wurde. Im Grunde könnte man diesen Bau als „Dritten Tempel“ bezeichnen, da es sich keineswegs nur um Reparaturarbeiten am Zweiten Tempel handelte. Jedoch ist es üblich, auch den Herodianischen Tempel als Zweiten Tempel anzusprechen und demnach die „Zeit des Zweiten Tempels“ (eine bei israelischen Historikern standardmäßig übliche Epochenbezeichnung) mit dem Jahr 70 n. Chr. enden zu lassen.
Die Fertigstellung zog sich über die Regierungszeit des Herodes hinaus bis fast zum Beginn des Jüdischen Krieges hin. Das eigentliche Tempelhaus war nach den literarischen Beschreibungen (Josephus, Mischna Middot) ein konservativer Bau, der wahrscheinlich dem in persischer Zeit errichteten Vorgängerbau relativ ähnlich sah. Das Tempelinnere war dreigeteilt; auf eine Vorhalle folgte der Raum, in dem die wichtigsten Kultgeräte (Menora, Schaubrottisch) aufgestellt waren, und dahinter das Allerheiligste, ein völlig leerer Raum, der den Blicken entzogen war und nur einmal im Jahr vom Hohenpriester betreten werden durfte. Von drei Seiten war dieser zentrale Tempelbereich mit Nebenräumen umgeben und hatte über dem Vorraum, Heiligen und Allerheiligsten ein Obergeschoss, von wo aus Handwerker über Löcher im Boden in die Tempelräume abgeseilt werden konnten, um nötige Arbeiten zu verrichten.

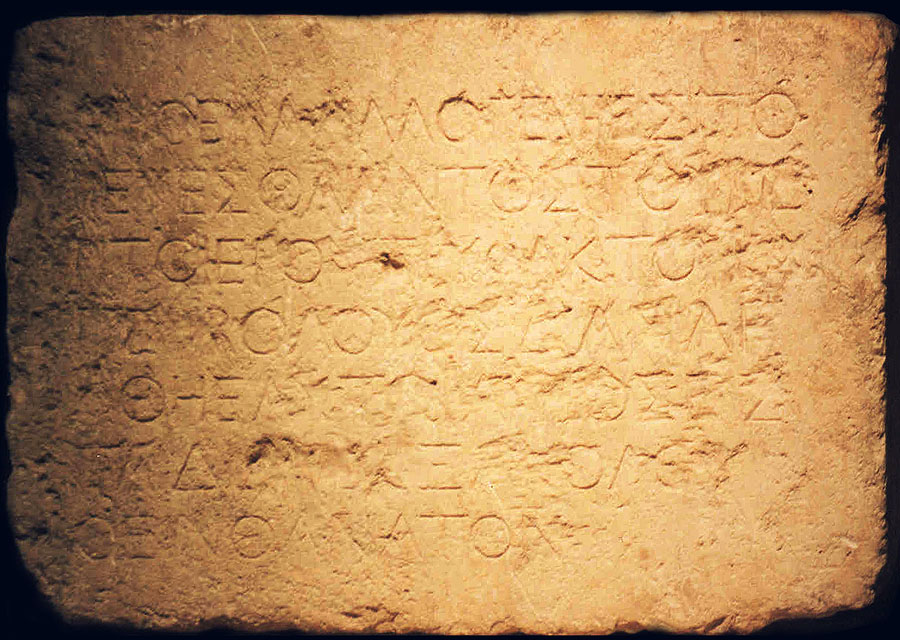
Warninschrift vom Herodianischen Tempel, Exemplar im Archäologischen Museum Istanbul

Das Tempelhaus war mit einer Abfolge von Höfen umgeben, wobei der sogenannte Vorhof der Frauen de facto der Ort war, bis zu dem jüdische Pilger bei ihren Tempelbesuchen gelangten und von wo aus sie den Tempelkult der Priester beobachten konnten. Der äußere Tempelvorhof gehört zu den größten Tempelarealen der antiken Welt; er war in etwa trapezförmig und hatte ein Areal von über 14 ha. Die äußeren Abmessungen waren:
- Westseite: 485 m;
- Ostseite: 470 m;
- Nordseite: 315 m;
- Südseite: 280 m.

Der Hof war an drei Seiten von Kolonnaden begrenzt, im Süden befand sich eine Stoa Basilika. Um den zentralen Bereich mit dem Tempelhaus und den Höfen zog sich eine Balustrade (Soreg), die die Grenze markierte, bis zu der Nichtjuden sich auf dem Tempelberg aufhalten konnten. Zwei griechische Warntafeln von dieser Balustrade sind im Original erhalten und stellen die wichtigsten materiellen Überreste vom herodianischen Tempel selbst dar (bei der Klagemauer handelt es sich ja um einen Teil der Umfassungsmauer). Mit der großen Esplanade, ihren Umfassungsmauern und ihren Bauwerken, schuf Herodes eine neue, künstliche Topographie, die die Zeitgenossen stark beeindruckte: sie dominierte das Stadtbild von Jerusalem (wie man am Holyland-Modell gut nachvollziehen kann), und die Esplanade blieb als eine Art von Menschenhand geschaffener Berg bestehen, als der Tempel im Jahr 70 niedergebrannt wurde.

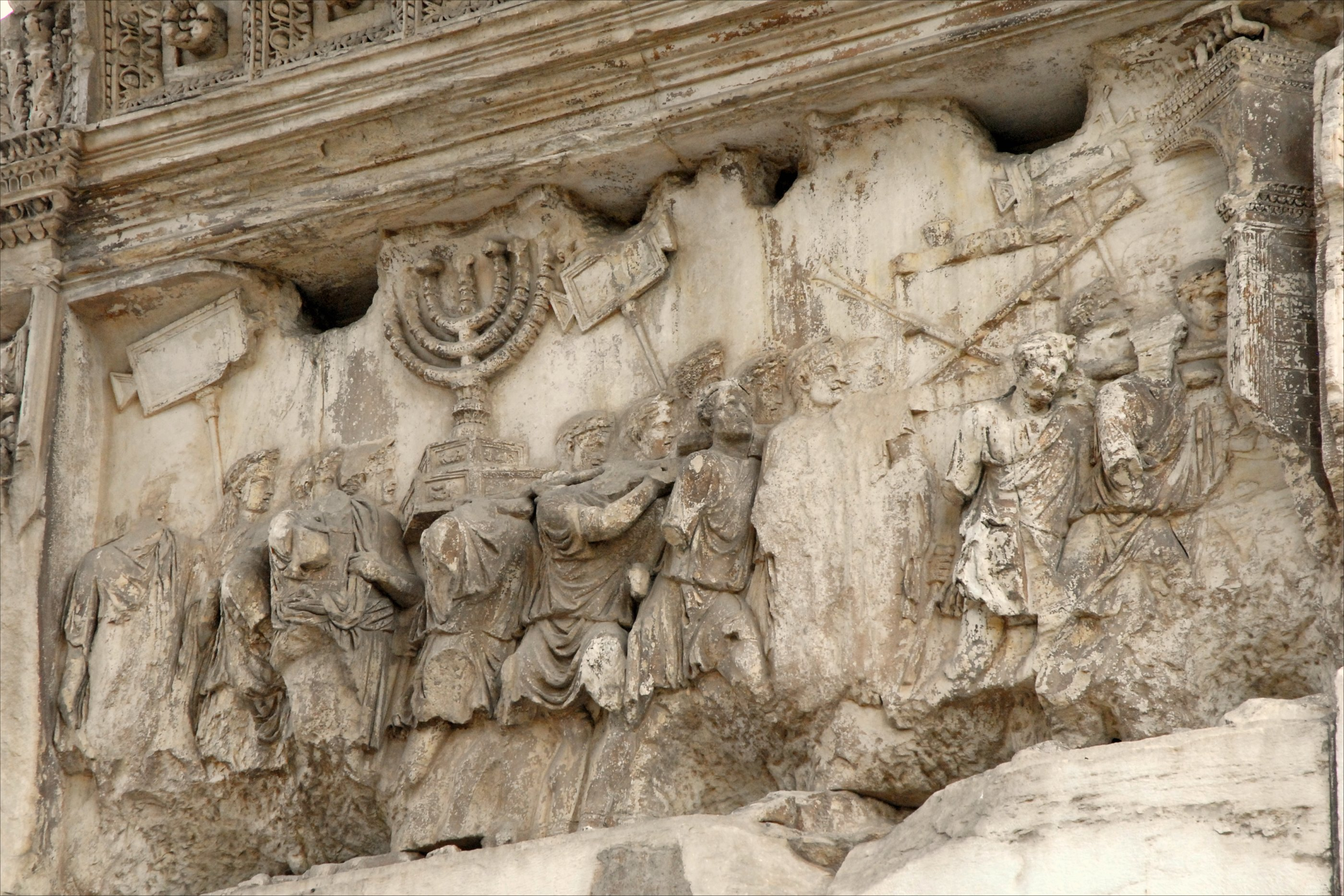
Erbeutete Tempelgeräte auf dem Triumphzug in Rom, Relief des Titusbogens

Im Jüdischen Krieg war der Tempel und sein Umland heftig umkämpft. Josephus zufolge gab es im römischen Lager vor der Einnahme der Stadt einen Kriegsrat, in der das Schicksal des Tempels beraten wurde. Einige Kommandeure waren der Meinung, man solle den Tempel, da er von Aufständischen verteidigt wurde, als Festung behandeln und zerstören; Titus dagegen wollte, so Josephus, dieses „herrliche Gebäude“ erhalten. Durch die Brandstiftung eines einzelnen Soldaten sei es dann doch zur Zerstörung des Tempels gekommen. Bei dieser Version ist aber unerklärlich, wie die Römer goldene Geräte und leicht brennbare Textilien aus dem Tempel erbeuten konnten – was Josephus ebenfalls berichtet. In jedem Fall befahl Titus anschließend die Schleifung der Stadt und des Tempels. Auf dem Triumphzug in Rom wurden Tempelgeräte gezeigt sowie Schaugerüste mit Bildern des Tempelbrands.

### Nutzung des Tempelbergs in römischer und byzantinischer Zeit

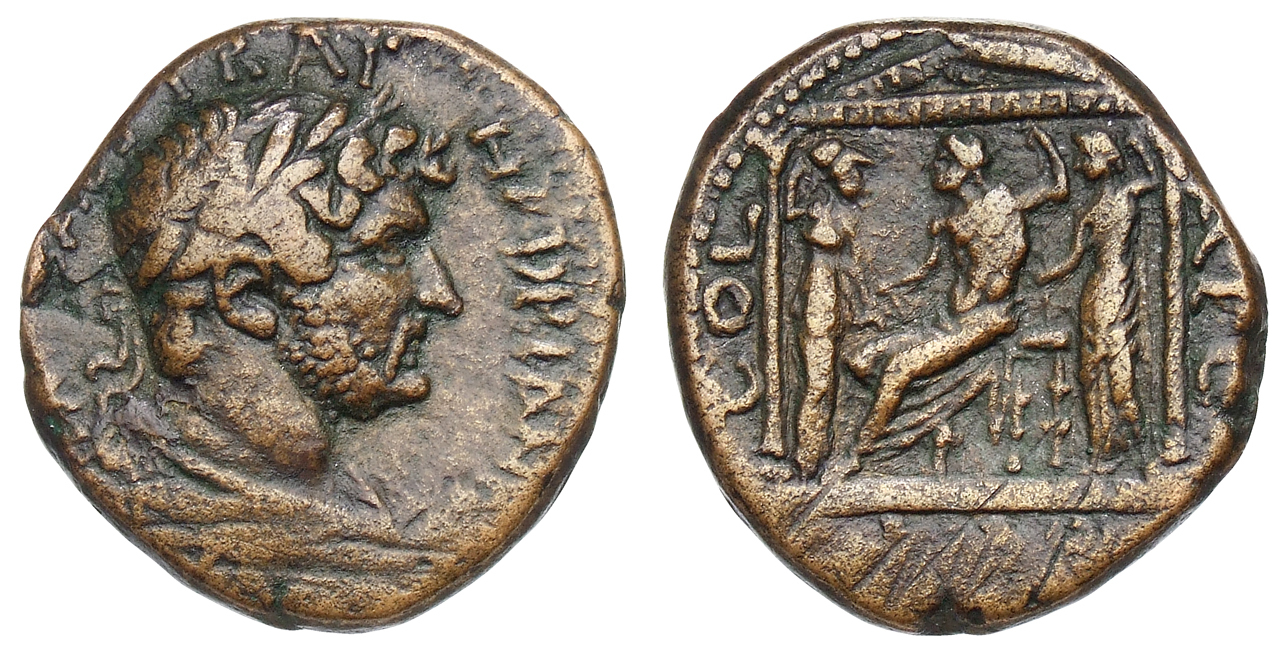
Bronzemünze Hadrians, 130-138, Münzstätte Jerusalem (Münzkabinett der Staatlichen Museen zu Berlin)

Das Münzkabinett der Staatlichen Museen zu Berlin besitzt eine in Aelia Capitolina zwischen 130 und 138 n. Chr. geprägte Bronzemünze (Foto), die auf der Vorderseite eine Panzerbüste des Kaisers Hadrian zeigt, auf der Rückseite aber eine zweisäulige Tempelfront mit der kapitolinischen Trias: Iupiter sitzend, nach links gewandt und gerahmt von den beiden stehenden Göttinnen Minerva und Iuno. Es wird allgemein angenommen, dass dieses Münzbild einen Tempelbau Hadrians in der von ihm gegründeten Koloniestadt darstellt, welcher auch von Cassius Dio erwähnt wird.
Kein Konsens der Forschung besteht jedoch in der Frage, wo sich dieser Tempel befand, ob auf dem Tempelgelände oder im Bereich des Forums der neu angelegten Stadt. Da archäologische Grabungen auf dem Tempelberg dauerhaft nicht möglich sind, versucht man, mit Hilfe der historischen Quellen zu klären, wie dieses Areal in römischer und byzantinischer Zeit bebaut war:
Die Formulierung bei Cassius Dio, altgriechisch καὶ ἐς τὸν τοῦ ναοῦ τοῦ θεοῦ τόπον kaì es tòn toũ naoũ toũ theoũ tópon, lässt zwei Interpretationen zu, was sich im Deutschen gut wiedergeben lässt:
- „… und an der Stelle des Tempels Gottes errichtete er (Hadrian) einen neuen Tempel für Jupiter“;
- „… und anstelle des Tempels Gottes errichtete er einen neuen Tempel für Jupiter“.

Das erste Textverständnis wurde in der älteren Forschung fast allgemein vertreten und findet auch heute Befürworter. Es impliziert, dass der Tempelberg eine zentrale Bedeutung für die Stadtanlage von Aelia hatte.

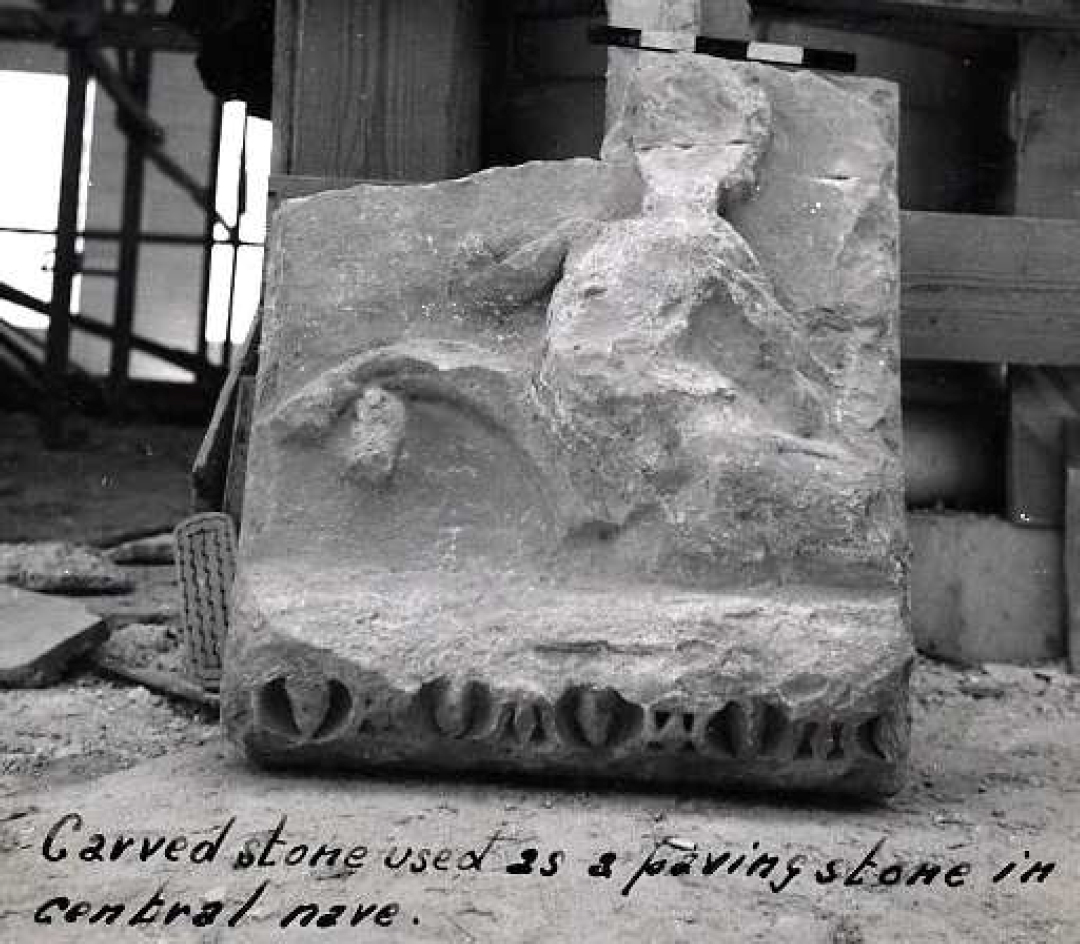
Römisches Zentaurenrelief, als Bodenplatte in der al-Aqsa-Moschee wiederverwendet, in den 1930er Jahren bei Restaurierungsarbeiten gefunden

Das zweite Textverständnis bedeutet, dass Cassius Dio keine Angabe über den Ort des Tempelbaus zu entnehmen ist. Er kann sich irgendwo auf dem Areal der Stadt befunden haben. Die Anschlussfrage ist: welche Funktion hatte der Tempelplatz in diesem Fall für die hadrianische Stadt? Yoram Tsafrir z. B. vermutete, dass der Tempelberg ein offenes, vom paganen Kult genutztes Gelände gewesen sei ohne eigentlichen Tempelbau.
Die Beurteilung wird dadurch zusätzlich erschwert, dass der Text von Cassius Dio nur als Exzerpt des Johannes Xiphilinos (11. Jahrhundert) vorliegt, so dass die Formulierung seine Sicht des Geschehens enthält; dieser christliche Mönch zeigt aber bei seiner Bearbeitung von Cassius Dio die antijüdische Tendenz, den Bar-Kochba-Aufstand als Kampf zwischen Hadrian und der jüdischen Religion zu stilisieren.
Im Itinerarium Burdigalense (333 n. Chr.) findet sich die Notiz, dass sich auf dem Tempelberg ein Heiligtum (aedes) sowie zwei Statuen Hadrians befanden. Mit aedes kann dabei auch ein noch vorhandener Rest des zerstörten jüdischen Tempels gemeint sein.
Zwei Kirchenschriftsteller, Sozomenus und Theodoret, schreiben, dass Kaiser Julian den Juden gestattet habe, ihren Tempel wieder aufzubauen, und als erste Maßnahme hätten die Juden die Fundamente des Tempels abgetragen. Vielfach vermutet man, dies seien noch vorhandene Ruinen des jüdischen Tempels gewesen, die durch einen Neubau ersetzt werden sollten. Michael Avi-Yonah nahm an, dass der Jupitertempel auf dem Tempelberg seit konstantinischer Zeit zur Ruine verfallen sei, die von den Juden abgeräumt wurde. Jedoch widerspricht es Julians Religionspolitik, der Zerstörung eines paganen Tempels zuzustimmen, und daher kann seine Überlassung des Tempelbergs für den jüdischen Kult auch so interpretiert werden, dass dort kein römischer Tempel stand.
Hieronymus sah im späten 4. / frühen 5. Jahrhundert auf dem Tempelberg eine Jupiterstatue und eine Reiterstatue Hadrians. Max Küchler deutet die von mehreren antiken Autoren erwähnten Statuensetzungen so: Der religiöse Mittelpunkt Aelias habe sich im Bereich des Forums befunden. „Die beiden Kaiserstatuen hingegen signalisierten am Ort des zerstörten jüd. Zentrums die imperiale Macht Roms.“ Als Jerusalem in der nachkonstantinischen Zeit zum christlichen Pilgerziel aufstieg, habe man den Tempelberg absichtlich als Ruinengelände belassen (verschiedene Quellen erwähnen Steinraub und Landwirtschaft hier), weil man so die Zerstörung jüdischer Hoffnungen sichtbar demonstrieren konnte und außerdem meinte, die Endzeit werde erst dann anbrechen, wenn vom jüdischen Tempel „kein Stein mehr auf dem anderen stehe“ (vgl. Mk 13,5) – bis dahin blieb, wie die Ruinen zeigten, noch eine Frist.
Neue Argumente wurden in den 1990er Jahren für einen Jupitertempel auf dem Tempelberg genannt: Zwei christliche Autoren des 7. Jahrhunderts, die in Jerusalem lebten, bezeichneten den Tempelberg beiläufig (also möglicherweise den alltäglichen Sprachgebrauch der Jerusalemer Bevölkerung aufnehmend) als Capitolium. Dagegen lässt sich einwenden, dass alle älteren christlichen Quellen diese Bezeichnungen nicht kennen und es sich bei Capitolium um eine Zuschreibung aus byzantinischer und frühislamischer Zeit handeln kann.
Fazit: Stand 2019 gibt es keinen Beweis für einen Tempel der Kapitolinischen Trias auf dem Tempelberg, wohl aber eine Wahrscheinlichkeit, dass dort Kaiser- und Jupiterstatuen aufgestellt waren und kultische Handlungen stattfanden.

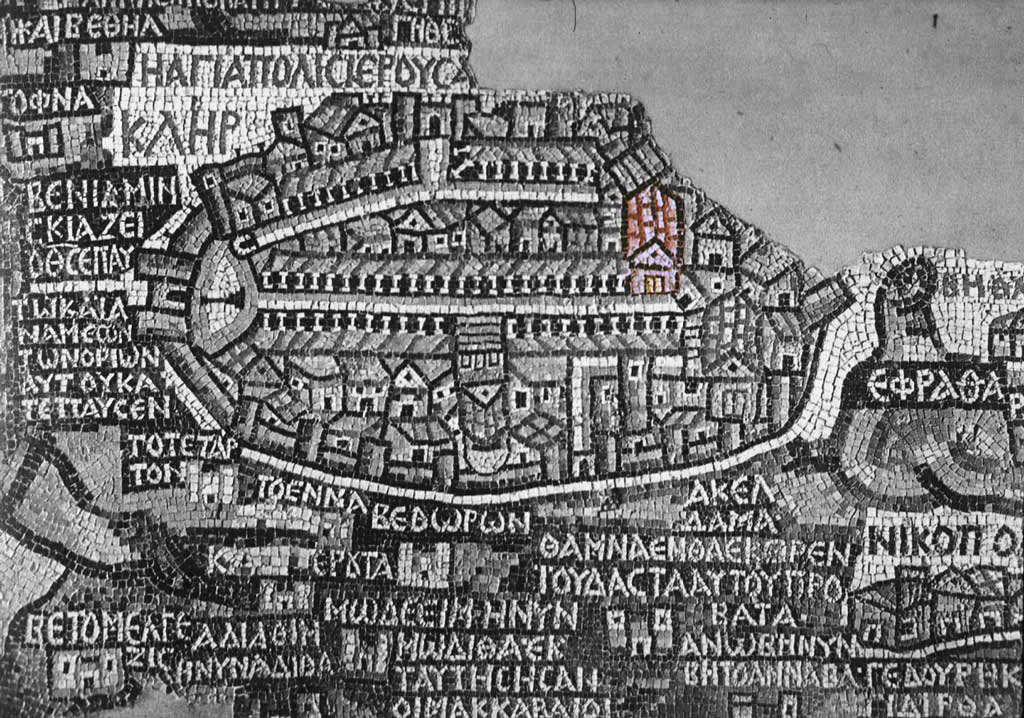
Nea-Kirche (farbig) auf der Mosaikkarte von Madaba

Vor den Ausgrabungen des Jüdischen Viertels der Altstadt wurde die unter Kaiser Justinian erbaute, repräsentative Nea-Kirche, die Prokopios von Caesarea beschreibt, auf dem Tempelberg lokalisiert. Melchior de Vogüé zufolge befand sich die Nea-Kirche auf dem Areal der al-Aqsa-Moschee. Dieser Kirchenkomplex sei beim Persereinfall 614 vermutlich niedergebrannt worden. Der Baukomplex insgesamt sei danach verfallen, die Kirche selbst provisorisch restauriert worden und dann vom Kalifen Omar für den islamischen Gottesdienst beansprucht worden. De Vogüé fand zahlreiche byzantinische Spolien in der Bausubstanz der al-Aqsa-Moschee, die er der Nea-Kirche zuordnete. Dass sich die Nea-Kirche aber nicht auf dem Tempelberg, sondern im Bereich des Jüdischen Viertels befand, ist seit den israelischen Ausgrabungen von 1969 bis 1982 konsensual anerkannt. Kai Trampedach führt aus, dass Justinian große Anstrengungen unternahm, um die Nea-Kirche auf einem der Stadthügel Jerusalems vis-à-vis zur Grabeskirche und zum zerstörten jüdischen Tempel erbauen zu lassen. Diese drei Punkte bilden in etwa ein gleichschenkliges Dreieck. Der Cardo als byzantinische Prachtstraße verband die beiden christlichen Kirchen. Zu den Ruinen des Tempelbergs, die sie überragte, stand die Nea in einem Überbietungsverhältnis. Denn sie war der Gottesgebärerin Maria geweiht, die in der Liturgie als „reinster Tempel des Heilands“ und „gottaufnehmender Tempel“ gepriesen wurde. Trampedach vermutet, dass dieses theologische Konzept seine Plausibilität verlor, nachdem der Tempelberg kein Ruinengelände mehr war und dort islamische Bauwerke errichtet worden waren. Dies habe zum Verfall der Nea-Kirche geführt. Die Mosaikkarte von Madaba (Foto) zeigt das byzantinische Jerusalem mit der Grabeskirche als Zentrum, der fast ebenso groß dargestellten Nea-Kirche, dem Cardo als Hauptachse der Stadt und Verbindung beider Kirchen. Der Tempelberg ist reduziert zu einem kleinen rautenförmigen Areal im Bereich der Stadtmauer, rechts neben dem von zwei Türmen flankierten, repräsentativen Osttor (Löwentor) am oberen Rand der Stadtvignette.
2008 wurde die Diskussion um christliche Kirchen aus byzantinischer Zeit auf dem Tempelberg neu angeregt, da Zachi Dvira vom Temple Mount Sifting Project Fotos von Mosaikfußböden publizierte, die in den 1930er Jahren von Robert Hamilton bei Restaurierungsarbeiten im Bereich der al-Aqsa-Moschee ergraben wurden. Dvira verweist auf zahlreiche byzantinische Mosaik-Tesserae, die bei dem (aus archäologischer Sicht methodisch fragwürdigen) Aussieben von Abraum ans Licht kamen, der mutmaßlich vom Tempelberg stammt. Dies ist aber eine Minderheitsposition. Yvonne Friedman und Joshua Schwartz betonen demgegenüber, dass aus den antiken Quellen, zum Beispiel den Pilgerberichten, keine byzantinische Kirche auf dem Tempelberg bekannt ist oder auf der Madaba-Mosaikkarte dargestellt wird. Rina Talgam meint, dass der von Hamilton fotografierte, schlichte Mosaikfußboden auch zu einem Pilgerhospiz oder einem öffentlichen Gebäude gehört haben könnte statt zu einer Kirche. Yuval Baruch und Ronny Reich datieren die Mosaiken vorsichtig in die frühislamische Periode und vergleichen sie mit der Ausstattung des Umayyadenpalastes III in direkter Nachbarschaft des Tempelbergs.

### Islamische Bebauung: al-Masdschid al-Aqsa

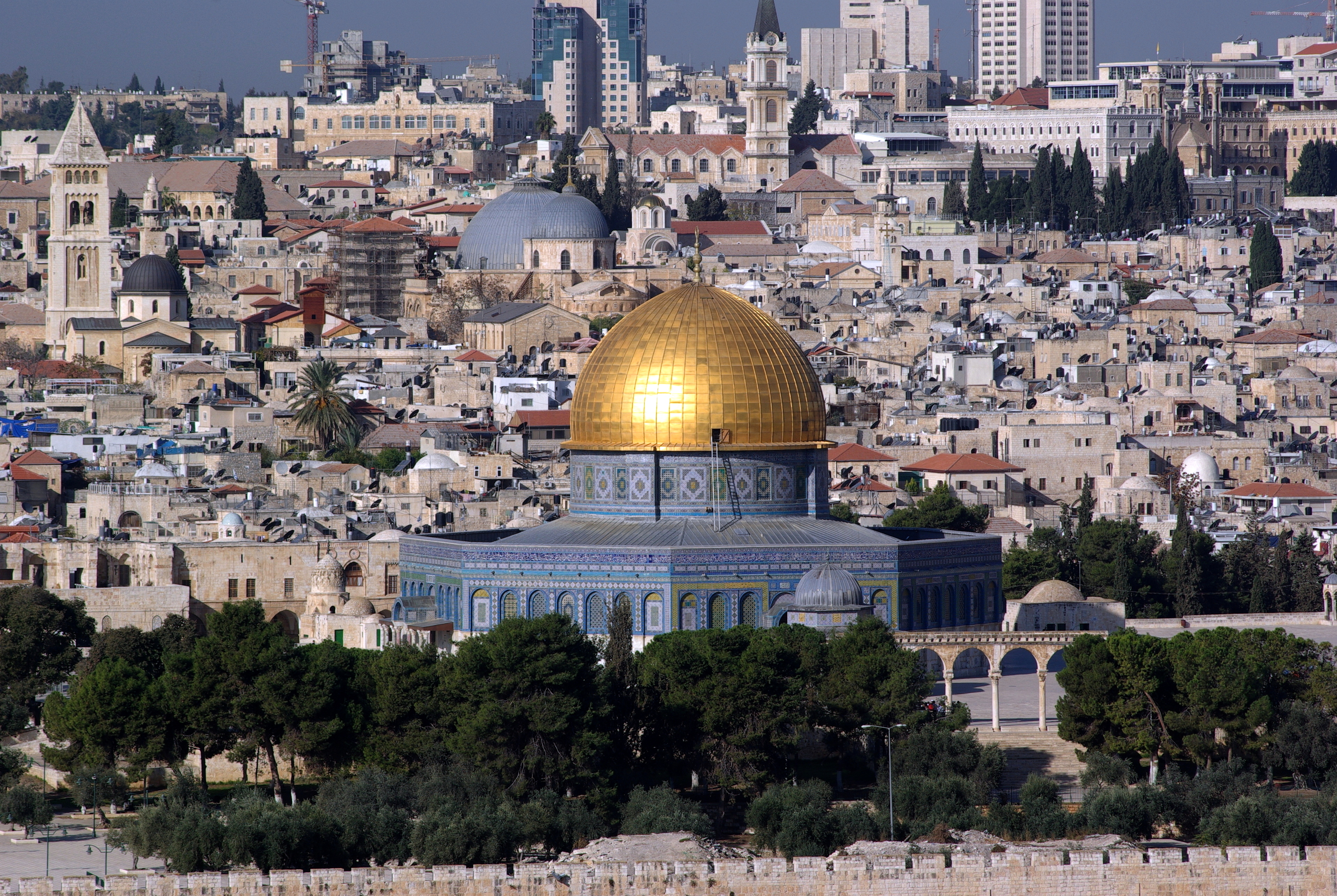
Der Felsendom

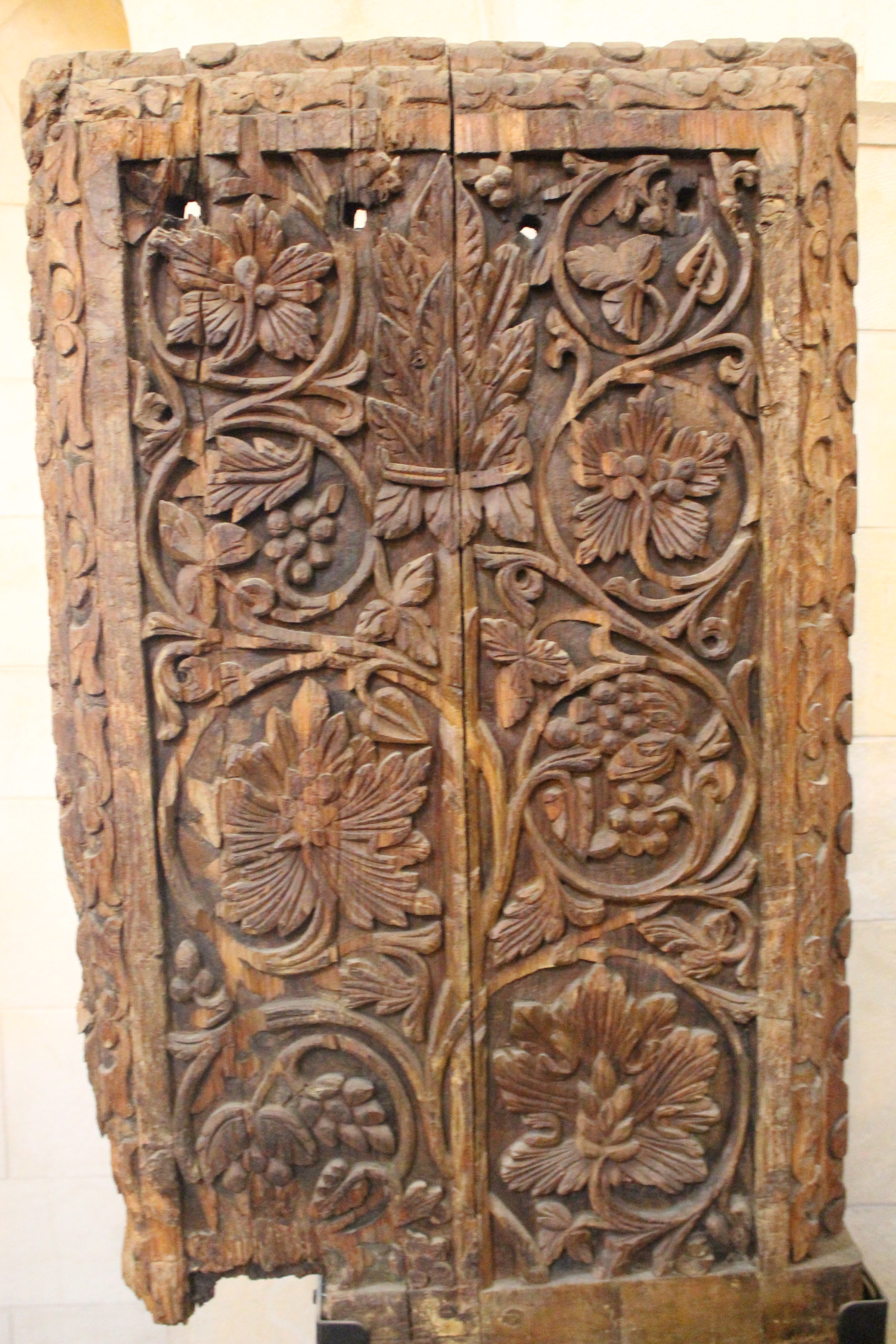
Holzvertäfelung aus der al-Aqsa-Moschee (Rockefeller Museum)

Die gesamte Esplanade gilt im islamischen Verständnis als Moschee. Die von Juden verehrte Felskuppe in der Mitte des Platzes wurde aber erst unter Kalif Abd al-Malik durch ein Oktogon mit goldener Kuppel („Felsendom“) überbaut. Dieses ursprünglich nicht mit blauen Kacheln, sondern mit Mosaiken, floralen Motiven auf Goldgrund, an der Außenfassade verzierte Heiligtum ist das älteste Bauwerk der islamischen Welt. Begonnen 684/689, abgeschlossen 691/692, erfuhr der Bau weder größere Beschädigungen noch Umbauten.
Der Felsendom steht architektonisch in der Tradition christlicher Zentralbauten, darunter die Kathisma-Kirche zwischen Jerusalem und Bethlehem, die Theotokos-Kirche auf dem Garizim, die Kathedrale von Bosra und die Georgskirche von Ezra. Die Kuppel des Felsendoms (Durchmesser 20,44 m) und die Kuppel der Grabeskirche (20,46 m) entsprechen sich in auffälliger Weise, so dass die Grabeskirche in diesem Punkt wohl Vorbild und Modell war. Insgesamt kann der Felsendom, so die These von Shlomo Dov Goitein, als „Antwort der frühislam. Gemeinde auf ihre christl. Umwelt und deren Kirchenlandschaft“ verstanden werden.
Verschiedene Quellen deuten darauf hin, dass Juden im Felsendom den Erben des Salomonischen Tempels sahen, wenn nicht sogar den erhofften Wiederaufbau, und sich aktiv an der Bauarbeit beteiligten. Später waren Juden bei der Wartung des Heiligtums beschäftigt, d. h. sie reinigten das Gebäude, fertigten gläserne Lampen an und entzündeten diese. „Offenbar erfolgte … der Bau des Felsendomes unter dem Vorzeichen einer engen jüd.-islam. Symbiose, die frühislam. Gemeinde suchte ihre eigene Identität durchaus im Anschluss an biblische Traditionen, und es wird darum auch nicht verwundern, wenn … auch die Sakristanendienste im Felsendom … in jüd. Händen lagen.“ Mit der Kontrolle der Abbassiden über Jerusalem (Mitte des 8. Jahrhunderts) endete diese tolerante Zeit, und Juden erhielten keinen Zugang mehr zum Haram.
Die erste Erwähnung eines islamischen Bethauses (domus orationis) im südlichen Teil der Esplanade findet sich bei dem christlichen Pilger Arkulf (um 680), der es als viereckiges Gebäude mit Seitenwänden aus aufrecht stehenden Platten (subrectis tabulis) bezeichnet. Dies wurde oft als Holzbau gedeutet, was aber angesichts des Holzmangels in der Region unwahrscheinlich ist.
Infolge der Erdbebenschäden von 1927 und 1937 wurden Holzbalken aus den Dachkonstruktionen der al-Aqsa-Moschee und des Felsendoms ersetzt; einige historische Balken aus Zypressenholz wurden einer Radiocarbon-Datierung unterzogen und stammen demnach aus byzantinischer Zeit. Vermutlich wurde bei der Errichtung der islamischen Heiligtümer auf dem Tempelberg Baumaterial von christlichen Gebäuden in Jerusalem verwendet.

### Templum Domini der Kreuzfahrer

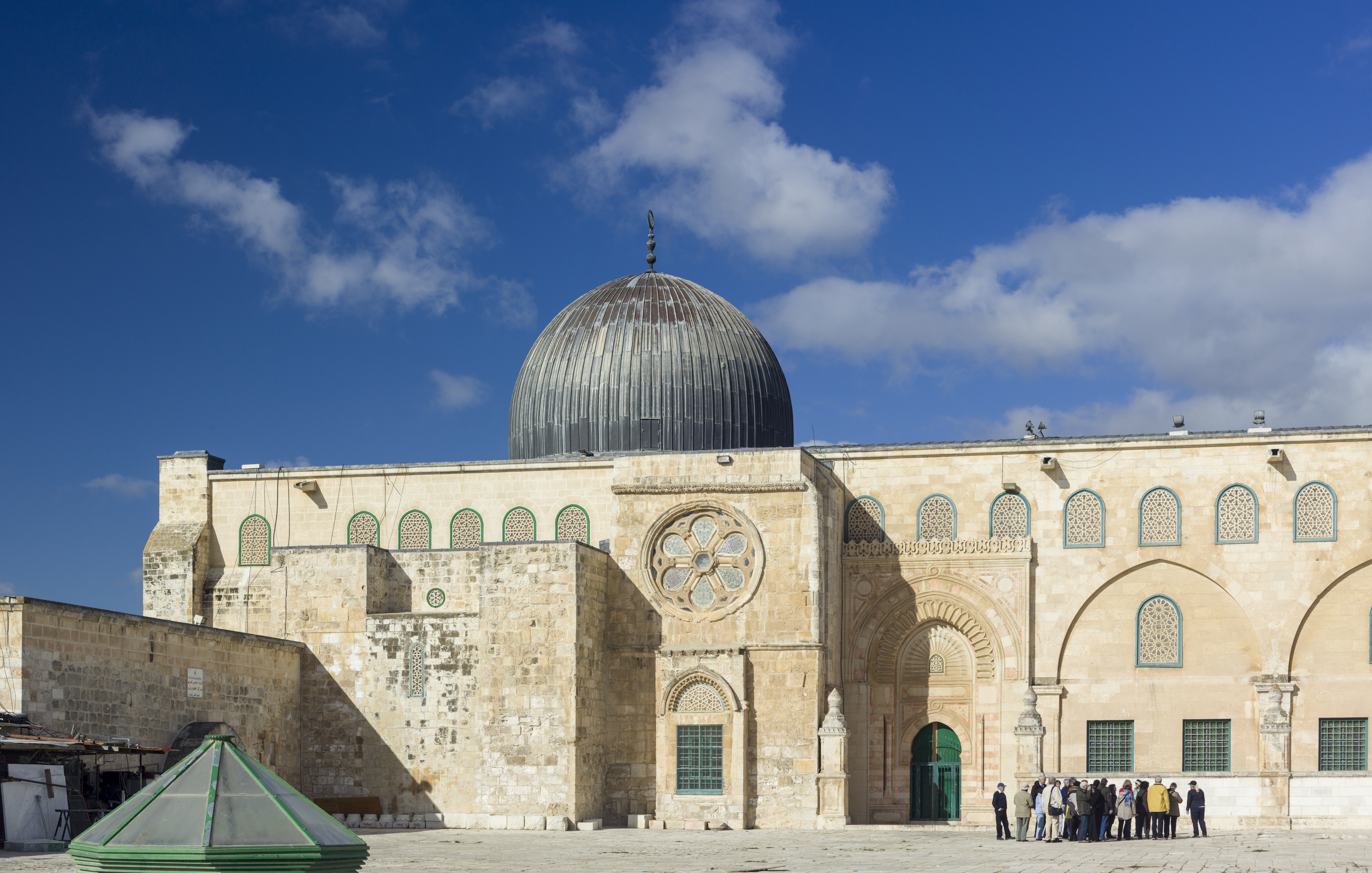
Romanische Fensterrose an der Ostseite der al-Aqsa-Moschee; vermutlich war dieser Vorbau eine Kapelle

Nachdem sie Jerusalem im Sommer 1099 erobert hatten, beanspruchten die Kreuzfahrer den Felsendom unter dem Namen Templum Domini, „Tempel des Herrn“ für den christlichen Kult. Er wurde sogar zur zweitwichtigsten Pilgerstätte des Christentums aufgewertet (nach der Grabeskirche).
Das war eine neue Entwicklung, denn die christliche Pilgerliteratur des 7. bis 11. Jahrhunderts hatte die muslimischen Bauarbeiten auf dem Haram ignoriert. Pauschal hieß es nur, dort könne man Reste des zerstörten jüdischen Tempels sehen. Nach Sylvia Schein hatte die christliche Nutzung der Harambebauung als Kirche und Palast pragmatische Gründe: nach der Eroberung fehlte das Geld für große eigene Bauvorhaben, und so habe man die eroberten, sehr repräsentativen muslimischen Bauwerke für eigene Zwecke genutzt. Nach Heribert Busse war es dagegen eine Marien-Memorie auf dem Haram (Miḥrab Maryam / Mahd ʿĪsa), die von den Kreuzfahrern aufgegriffen und Anknüpfungspunkt eigener Marienverehrung geworden sei.
Gottfried von Bouillon setzte am Felsendom Säkularkanoniker ein; später (vor 1136) wurde daraus ein Kollegiatstift regulierter Augustiner-Chorherren. Ihr Prior Achard d’Arrouaise verfasste ein Gedicht mit dem Titel Tractatus super Templum Domini, in dem er quasi die offizielle Interpretation des christlich genutzten Felsendoms gab: er referierte die Geschichte des jüdischen Tempels vom Salomo bis zu der Zerstörung durch Titus nach der Bibel und nach Flavius Josephus. Danach habe ein christlicher Herrscher (Konstantin, Helena, Justinian oder Herakleios) den Felsendom gebaut, der mithin ein christlicher, von den Sarazenen zweckentfremdeter Kultbau sei. Nun zog der Felsendom Traditionen aus dem Alten und Neuen Testament an; teilweise waren dies Stoffe, die bereits von Muslimen auf dem Haram kommemoriert worden waren: Adams Grab, der Nabel der Welt, Abrahams Opfer, Jakobs Traum in Bet-El, Davids Reue, die Verkündigung an Zacharias, die Kindheit Mariens und die Tempelreinigung Jesu.
Die Baumaßnahmen blieben mangels europäischer Ländereien des Stifts begrenzt. Der heilige Felsen wurde mit Marmorplatten verkleidet, um die Pilger daran zu hindern, Brocken vom Gestein mitzunehmen. Darüber baute man einen Hochaltar. 1141 konsekrierte Alberich von Ostia den Bau als Marienkirche. Erhalten blieb ein schmiedeeisernes Gitter und ein Kandelaber, beide heute im Museum des Haram.
Als Gottfried von Bouillon zum Vogt des Heiligen Grabes geworden war, bestimmte er die al-Aqsa-Moschee (bezeichnet als Palast oder Tempel Salomos, Palatium / Templum Salomonis) zum Palast seiner Dynastie. 1118/19 gründete Hugues de Payns in einem Seitenflügel den Templerorden; 1120 übernahm der Orden das ganze Gebäude, da das Königshaus in die Zitadelle umzog. Bei der muslimischen Rückeroberung 1187 ließ Saladin die Umbauten der Kreuzfahrerzeit auf dem Haram weitgehend entfernen.
Seit dem 11. Jahrhundert und offenbar in Auseinandersetzung mit der christlichen Kontrolle über Jerusalem entwickelte sich eine vielfältige muslimische Literatur über die Vorzüge (Fadā'il) der Heiligen Stadt. Einerseits wurden jüdisch-christliche Traditionen (Stätte des Paradieses und Ort des endzeitlichen Kampfes) adaptiert, andererseits wurde die Bedeutung Jerusalems auch rein islamisch begründet, da bedeutende Muslime die Stadt besucht und gebetet hatten.

### Haram asch-Scharif im 19. und frühen 20. Jahrhundert

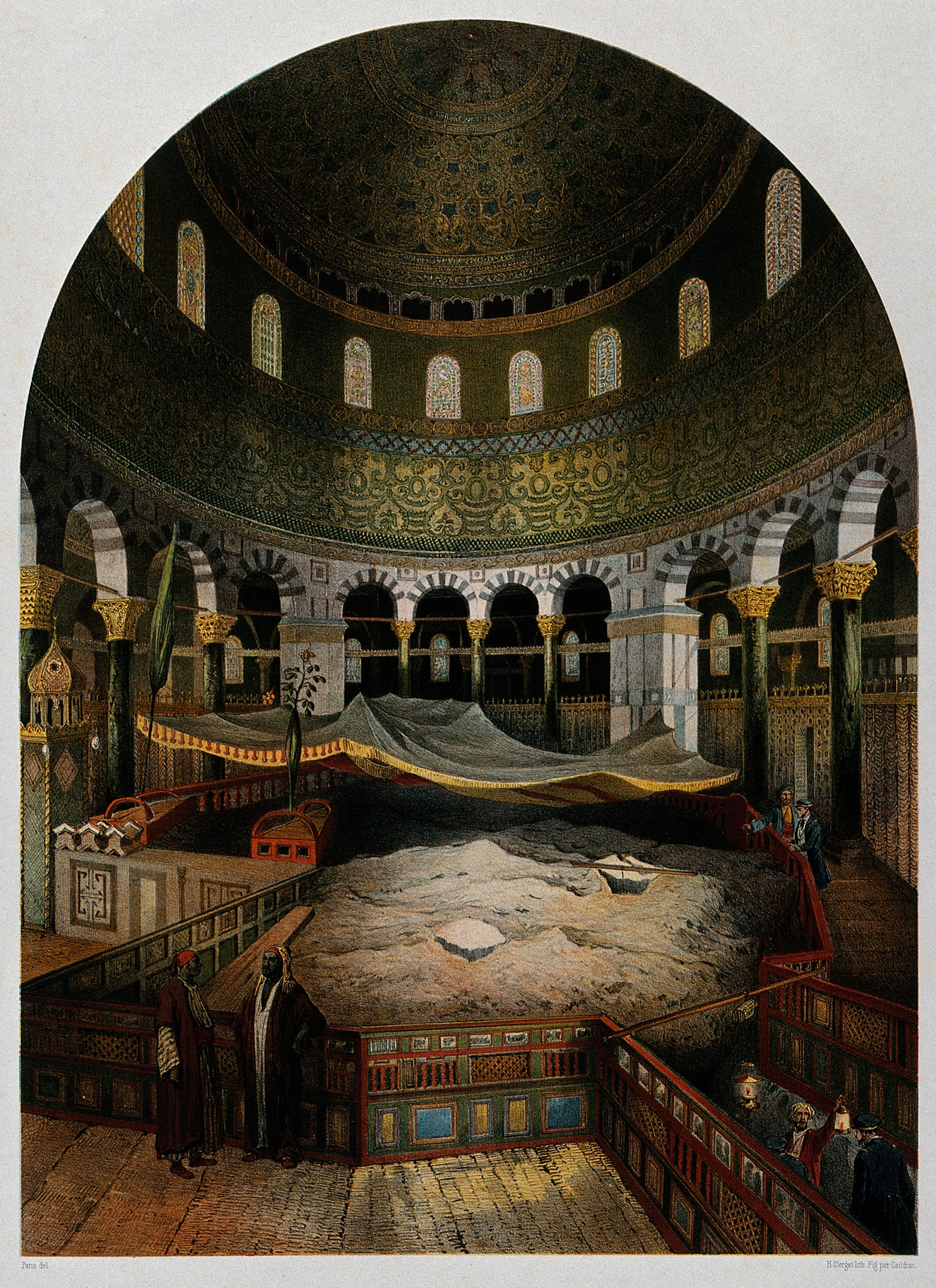
Innenansicht des Felsendoms, Chromolithografie, 1862

Bis zum Ende des Osmanischen Reichs war der Tempelberg eine rein muslimische Stätte. Juden war nicht nur der Zugang zum Haram verboten, sie durften sich zeitweise auch nicht in dessen Nähe aufhalten oder ihn aus der Nähe betrachten. Durch ein schweres Erdbeben entstand 1546 vor der heutigen Klagemauer eine etwa 28 m lange, schmale Freifläche, da einige Wohnhäuser eingestürzt waren. Die osmanischen Behörden gestatteten jüdischen Betern, diesen Bereich religiös zu nutzen. Zuvor hatten diese ein kleineres, weiter nördlich gelegenes Segment der Westmauer aufgesucht (sogenannte „kleine Westmauer“). Allerdings musste die jüdische Gemeinde für die Nutzung des Areals eine besondere Abgabe entrichten, und die Beter waren dort Anfeindungen muslimischer Anwohner ausgesetzt. In den 1880er Jahren gab es daher, unter anderem durch Baron Edmond de Rothschild, Versuche, den Platz vor der Klagemauer und angrenzende Bauten zu erwerben. Der osmanische Gouverneur von Jerusalem, Mehmed Rauf Pascha, erteilte dafür aber keine Genehmigung.
Soweit bekannt, war der Architekt Frederick Catherwood der erste Europäer, der 1833 Zeichnungen des Haram und des Felsendoms anfertigen konnte. Zwischen 1865 und 1869 führten Charles Wilson und Charles Warren eine Vermessung durch, die viele Einzelheiten der Umfassungsmauern und unterirdische Strukturen dokumentierte. Die Kenntnis der islamischen Architektur des Haram wurde in den letzten Jahren des Osmanischen Reichs durch Keppel Archibald Cameron Creswell (Felsendom und al-Aqsa) und Max van Berchem (arabische Inschriften) gefördert.
Erst ab 1885 wurde einigen hochrangigen nicht-muslimischen Gästen ein Besuch des Haram gestattet: dem Kronprinzen von Belgien (später Leopold II.), dem österreichischen Kaiser, dem britischen Thronfolger und Sir Moses Montefiore. Montefiore war damit seit Jahrhunderten der erste jüdische Besucher des Tempelbergs. Er soll eine Sänfte genutzt haben, um nicht versehentlich heiligen Boden zu betreten, und während seines Aufenthalts Psalmen rezitiert haben. Ephraim Moses Lilien besuchte den Tempelberg 1914 mit Ausnahmegenehmigung der osmanischen Behörden (das rabbinische Betretungsverbot beachtete Lilien nicht). Er fertigte dort Fotos an, auf deren Grundlage er eine Reihe von Druckgraphiken schuf.

### Unter britischer Mandatsregierung
Die britische Mandatsregierung änderte an der muslimischen Kontrolle des Tempelbergs nichts, aber 1917 wurde Nicht-Muslimen der Zutritt erlaubt, allerdings nur zu bestimmten Öffnungszeiten und gegen Entrichtung eines Eintrittsgeldes. Nach den Unruhen von 1929 durften Juden den Haram nicht mehr betreten.

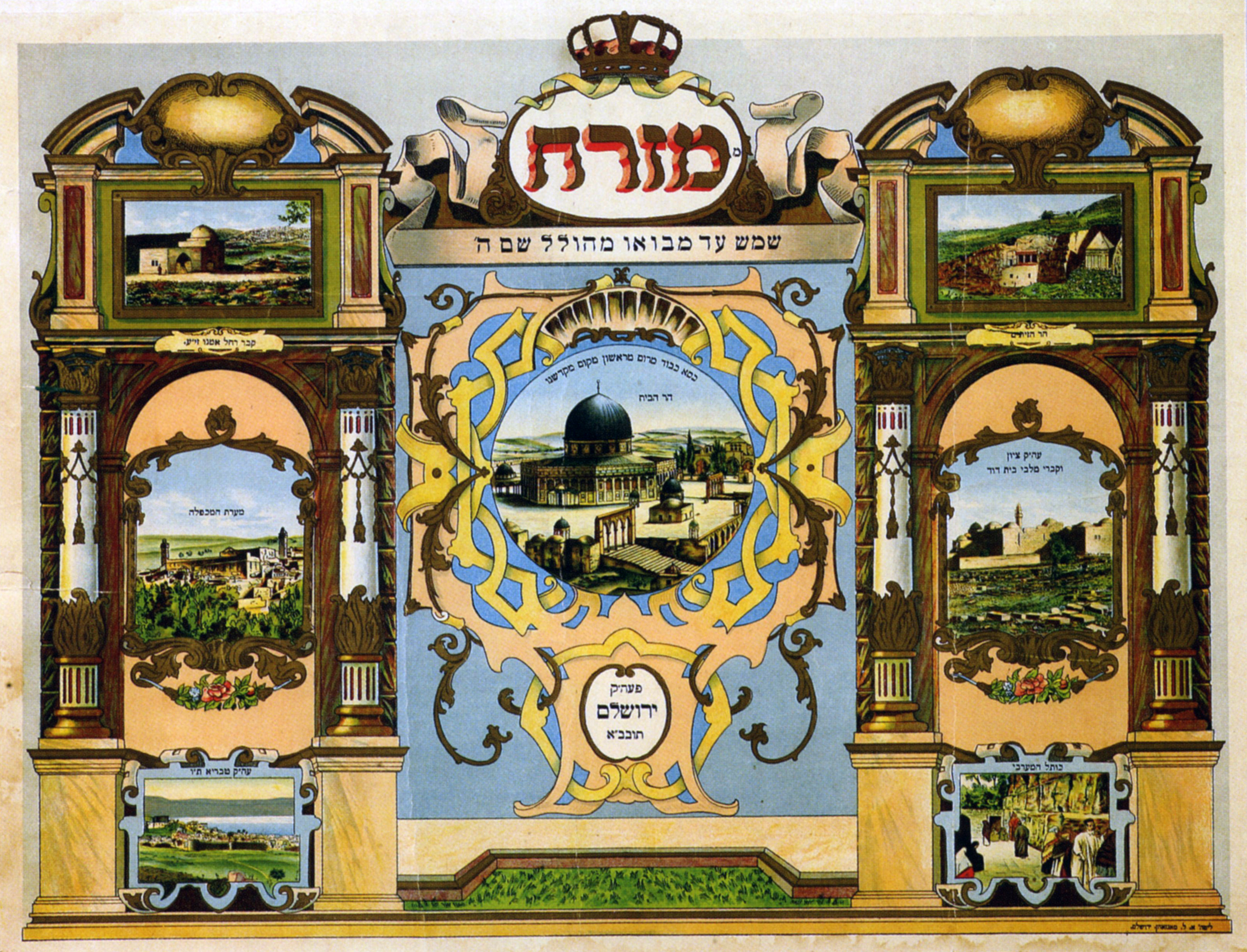
Misrach-Tafel aus den 1920er Jahren

Auseinandersetzungen zwischen Juden und Arabern um die Nutzung des Bereichs vor der Klagemauer zogen sich durch die Zeit der britischen Mandatsregierung. Die rechtliche Situation war unklar. Sitzgelegenheiten für die Beter, Wasserbehälter für die kultische Handreinigung oder Lampen – all das stand zur Disposition, wurde mal geduldet, mal entfernt. Es gab zionistische Einzelstimmen, die auf dem Tempelberg anstelle des Felsendoms eine nationale jüdische Stätte sehen wollten. Besonders kontrovers war die Äußerung des britischen Ministers und Zionisten Alfred Mond bei einer Dinner-Ansprache am 22. März 1921, er wolle sich dafür einsetzen, „an der Stelle ein großes Gebäude zu errichten, wo einst Salomos Tempel stand.“ Auf der anderen Seite instrumentalisierte die arabische Propaganda die traditionellen jüdischen Misrach-Tafeln, die in der Wohnung die Gebetsrichtung nach Jerusalem anzeigten und oft mit Tempelberg-Motiven und jüdischen Symbolen geschmückt waren. Aus diesem unpolitischen, religiösen Objekt leitete die Propaganda ab, die Juden wollten sich des Tempelbergs bemächtigen. Seit Mitte der 1920er Jahre wurden die Probleme an der Klagemauer im Jischuv diskutiert. Zunehmend wurde diese Gebetsstätte zum nationalen Symbol, mit der Folge, dass eher politisch-säkular als religiös motivierte Gruppen besonders an Tischa beAv, dem Gedenktag der Tempelzerstörung, zur Klagemauer zogen. Aus dem Jischuw wurde der britischen Mandatsregierung immer wieder der Wunsch vorgetragen, den Bereich vor der Klagemauer der Kontrolle des Waqf zu entziehen und der jüdischen Gemeinde zu übergeben. Muslimischerseits wurde die Kontrolle der Klagemauer als erster Schritt zur Kontrolle des ganzen Tempelbergs und Bedrohung der al-Aqsa interpretiert. Nun hieß es, al-Buraq (= die Klagemauer) sei integraler Bestandteil des islamischen Heiligtums. Der Großmufti Mohammed Amin al-Husseini veranstaltete im November 1928 eine Allgemeine islamische Konferenz zur Verteidigung des Masdschid al-Aqsa und der heiligen islamischen Stätten. Ein vom britischen Kolonialminister Leopold Stennett Amery kurz darauf vorgelegtes Memorandum, das den Status quo an der Klagemauer festschreiben sollte, interpretierten beide Konfliktparteien in ihrem Sinne. Eine Sufi-Zawiya wurde an der Klagemauer neu eingerichtet. Der islamische Gebetsruf auf dem Haram wurde nun direkt oberhalb der jüdischen Gebetsstätte vorgetragen. Der übliche Zug nationalistischer jüdischer Gruppen zur Klagemauer führte am Tischa beAv, dem 15. August 1929 zu einer Eskalation. Auflagen der Mandatsbehörden missachtend, skandierten säkulare junge Leute Parolen, die Treue zum Tempelberg beschworen. Abschließend sangen sie die HaTikwa. Der folgende Tag war zufällig ein islamischer Feiertag (Geburtstag des Propheten) und nahm die Form einer explizit religiös geleiteten Gegendemonstration zur Klagemauer an. Die Behörden hatten diese genehmigt und dafür gesorgt, dass keine jüdischen Beter sich in dieser Sackgasse aufhielten – wohl aber der Schammes Noah Glazstein. Er entkam knapp, als der Mob ihn lynchen wollte. Etwa eine Woche landesweiter gewalttätiger Unruhen folgten, arabische Überfälle auf Juden und jüdische Gegenangriffe auf Araber. Sie werden in der jüdischen Geschichtsschreibung als Pogrome bezeichnet, in der arabischen als „Al-Buraq-Revolution.“
Zum Status quo, mit dem die Mandatsregierung die Situation an der Klagemauer wieder zu entspannen versuchte, gehörte ein Verbot, am Jom Kippur dort den Schofar zu blasen. Moshe Zvi Segal, ein Revisionist, setzte sich im Oktober 1930 öffentlichkeitswirksam darüber hinweg und etablierte in der Jugendbewegung Betar die Selbstverpflichtung, diese Zeremonie alljährlich am Jom Kippur an der Klagemauer zu wiederholen. Das religiöse Ritual gewann damit politische Symbolik.
In den 1930er Jahren nahm die jüdische Einwanderung nach Palästina stark zu, auch aufgrund der antisemitischen Verfolgung in NS-Deutschland. Von arabischen Palästinensern wurde diese Bevölkerungsentwicklung als beunruhigend empfunden, und der Jerusalemer Großmufti Amin al-Husseini nutzte das zu intensiver „religiös gefärbte(r) Agitation gegen die Juden, in der die Legende von deren Absicht, die Tempelberg-Moscheen zu zerstören, eine wichtige Rolle spielte.“

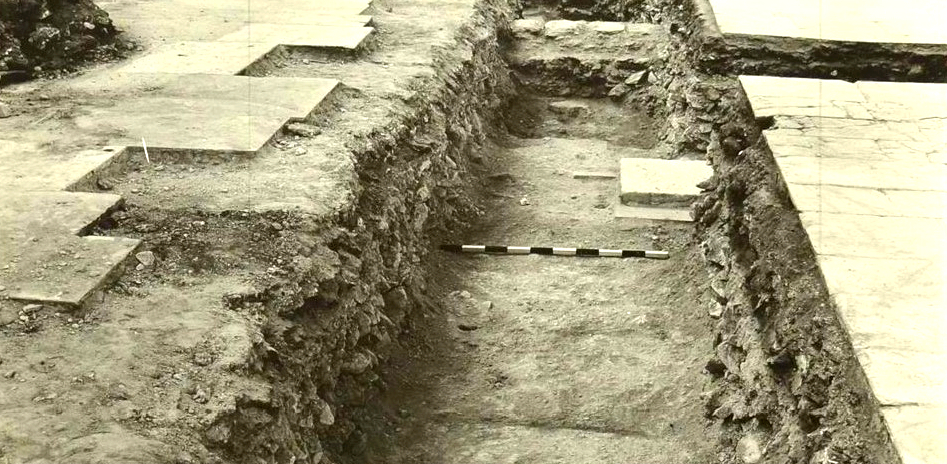
Von Robert Hamilton freigelegter Mosaikfußboden

Während des Arabischen Aufstands war der Besuch der Klagemauer für Juden lebensgefährlich, und Betar organisierte einen paramilitärischen Begleitschutz („Kotel-Kompanie“). In der Endphase des Aufstands verschanzte sich Amir al-Husseini auf dem Haram. Die Mandatsbehörden riskierten nicht, die islamische heilige Stätte zu stürmen. Obwohl die Zugänge bewacht wurden, gelang dem Großmufti im Oktober 1937 verkleidet die Flucht. Er zog sich in den Libanon zurück. Auch danach diente der Haram bewaffneten Aufständischen als Rückzugsgebiet, bis die britischen Behörden dort Soldaten stationierten (November 1938 bis Juli 1939). Dafür hatten sie die Zustimmung führender muslimischer Geistlicher eingeholt.
Bei Renovierungsarbeiten zwischen 1923 und 1942 wurde die al-Aqsa-Moschee grundlegend im neo-abbassidischen Stil restauriert, etwa zwei Drittel der historischen Bausubstanz gingen dadurch verloren. Im Rahmen der Renovierung der al-Aqsa nach dem Erdbeben von 1927 untersuchte Robert Hamilton als Direktor der Altertümerverwaltung der britischen Mandatsregierung das Areal eingehend und legte mehrere Schnitte an. Dabei stieß er auf Mosaikfußböden, die möglicherweise in die byzantinische Zeit datierten und für die Existenz einer literarisch nicht bezeugten Kirche auf dem Tempelberg sprechen könnten oder aber zu frühislamischen Gebäuden gehörten. Jedoch dokumentierte Hamilton diese Befunde nicht genauer, und so wurde eine der seltenen Chancen archäologischer Erkundung des Tempelbergs vertan. Bei den Restaurierungen ab 1938 gab es einen Interessenkonflikt zwischen dem ägyptischen Archäologen und Architekturhistoriker Mahmud Ahmad, der die Bauarbeiten leitete, und Hamilton als Leiter der Altertümerverwaltung. Letzterer wollte die Bauten der Kreuzfahrerzeit möglichst erhalten, während Ahmad den Zustand der frühislamischen Zeit wieder herstellen wollte, was die Beseitigung der Kreuzfahrerspuren bedeutete.
Während des Zweiten Weltkriegs nahm die Zahl jüdischer Beter an der Klagemauer erheblich zu. Soldaten der Jüdischen Brigade waren dort häufig anzutreffen. Die Klagemauer war ein zentraler Ort der Gebete für die Holocaustopfer, und in diesem Zusammenhang wurde dort die HaTikva gesungen. Unterdessen setzte Amin al-Husseini seine an Muslime gerichtete antibritische Agitation fort, in der das Motiv, die Briten wollten den Tempelberg den Juden überlassen, häufig wiederkehrte.

### Unter jordanischer Regierung

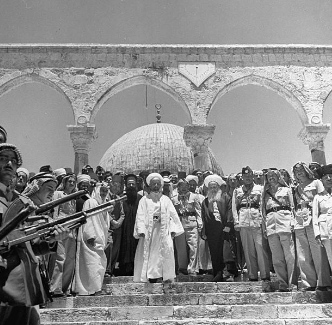
König Abdallah bei einem Besuch der al-Aqsa (1. Juni 1948)

Im Palästinakrieg (1948) wurde die Bebauung des Tempelberges von Granaten teilweise zerstört und in den folgenden Jahren durch technische und finanzielle Hilfe aus Jordanien, Saudi-Arabien und Ägypten wiederaufgebaut.
Für den jordanischen König Abdallah ibn Husain I. war der Haram asch-Scharif von großer symbolischer Bedeutung, da sich hier das Grab seines 1931 verstorbenen Vaters Hussein ibn Ali befindet. Er selbst wurde am 20. Juli 1951 von einem palästinensischen Attentäter beim Freitagsgebet in der al-Aqsa erschossen. Die jordanische Justiz vermutete Verbindungen des Attentäters zur Familie des im Kairoer Exil lebenden Amir al-Husseini, der dies jedoch zurückwies.
Wesentliche Maßnahmen der bis 1964 dauernden Bauarbeiten am Felsendom waren die Verstärkung der Fundamente, Restaurierung der Mosaiken und Entfernung des Gitters um den als heilig verehrten Felsen. 1959 betonte Awni Dajani, der Leiter der jordanischen Antikenbehörde, dass man bei archäologischen Untersuchungen im Rahmen der Baumaßnahmen keine Spuren des Salomonischen Tempels gefunden habe. Die schwere bleiverkleidete Kuppel wurde durch eine leichtere, goldverkleidete Aluminiumkonstruktion ersetzt und diese mit einer vergoldeten Mondsichel bekrönt. Der von Jerusalemer Muslimen seit den 1920er Jahren begangene Tag der Himmelsreise Mohammeds erhielt den Status eines nationalen Feiertags. Dieser Festtag wurde in Jerusalem mit Umzügen begangen, und der seit 1952 regierende König Hussein lud an diesem Termin zu internationalen islamischen Konferenzen ein. Dass der Zionismus eine Bedrohung für die muslimischen Heiligtümer in Jerusalem sei, hielt die jordanische Regierung dabei im Hintergrund stets präsent, ohne dieses Thema in der Weise Amir al-Husseinis in den Vordergrund zu rücken.
Unter jordanischer Verwaltung war Juden der Zugang nach Ostjerusalem und damit auch zum Tempelberg verwehrt (in Bezug auf den Tempelberg führte Jordanien die Praxis der britischen Mandatsregierung fort), aber Christen hatten die Möglichkeit, die Esplanade zu besichtigen. Eine für Touristen bestimmte, englische Broschüre von 1954 vermied jeden Hinweis auf einen jüdischen Tempel an dieser Stätte. Vage war von einem alten Heiligtum die Rede. Die großen herodianischen Steinquader an der Klagemauer wurden als „römisch“ bezeichnet. Dagegen würdigte die Broschüre die christliche Bautätigkeit der Kreuzfahrerzeit und stellte so die Bebauung der Esplanade als ein gemeinsames muslimisch-christliches Erbe dar.

### Sechstagekrieg

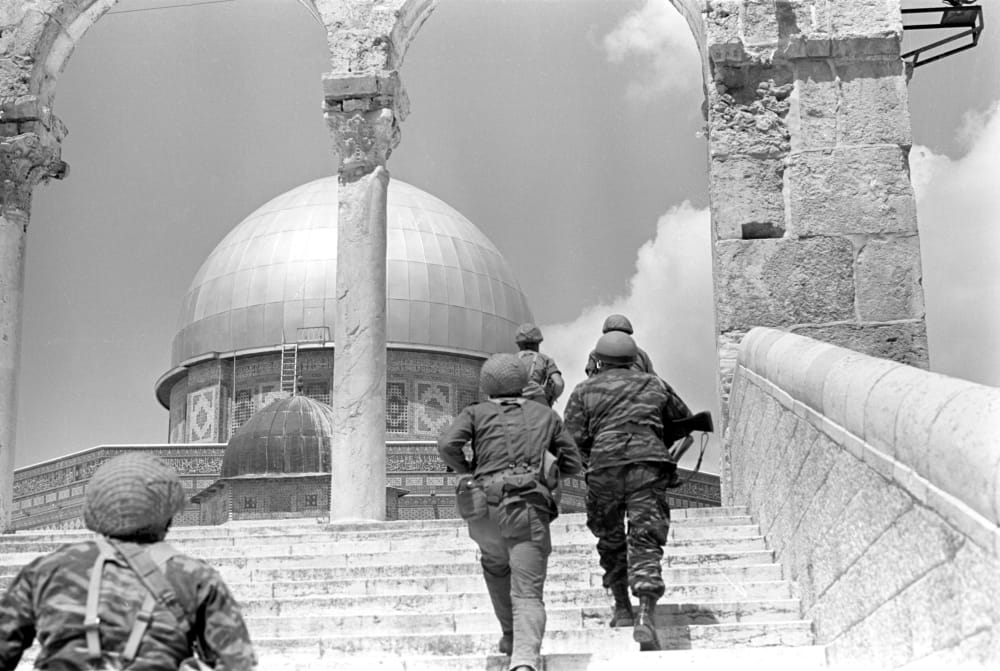
Israelische Soldaten auf dem Tempelberg (1967)

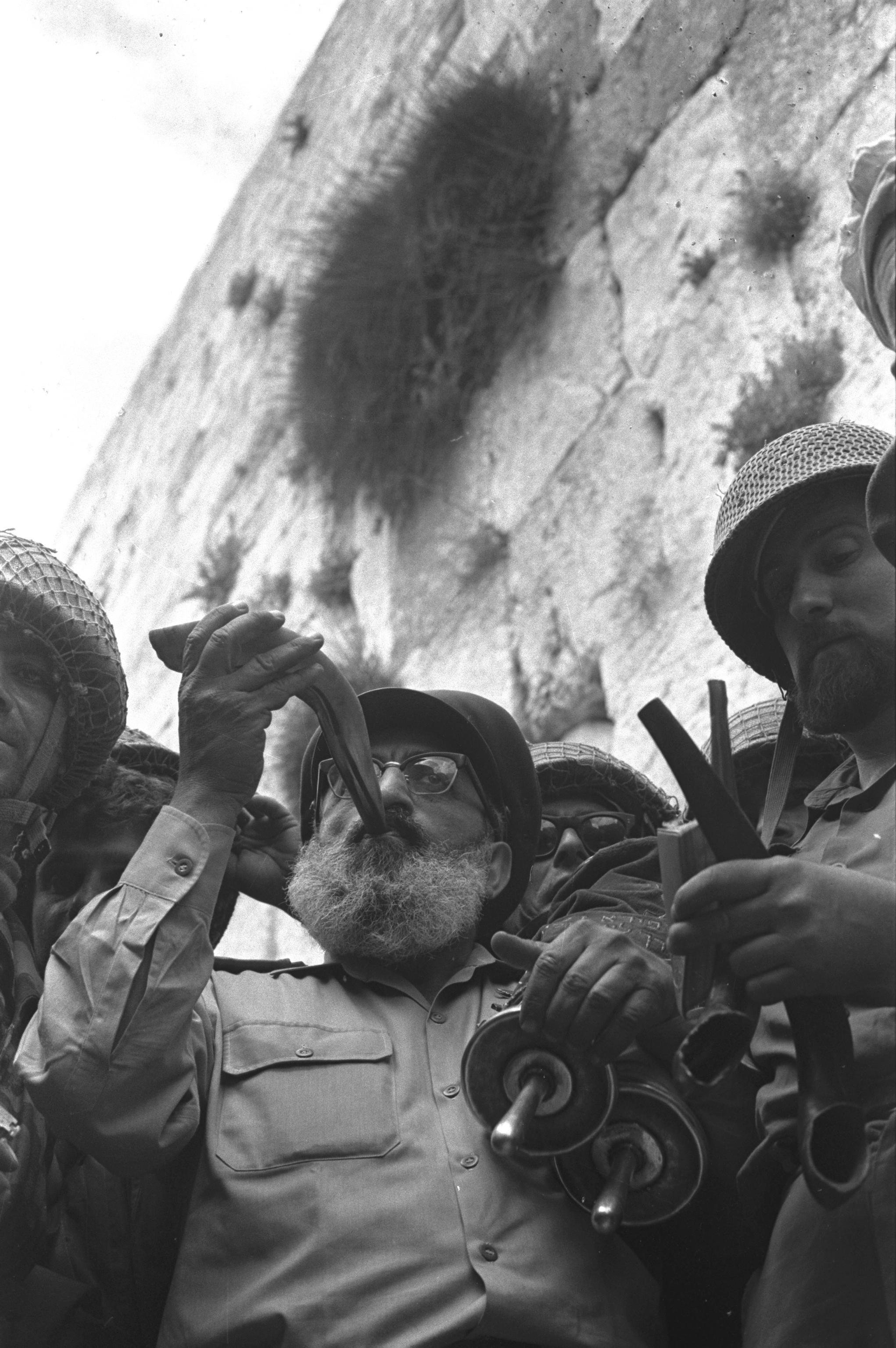
Militärrabbiner Goren mit Schofar und Torarolle an der Klagemauer (1967). Das Foto gewann ikonische Bedeutung; Naomi Schemers Song Jeruschalajim schel Zahav griff das Thema auf: „Wir sind zurückgekehrt zu den Zisternen, zum Marktplatz. Ein Schofar ertönt auf dem Tempelberg, in der Altstadt!“ Bild: David Rubinger.

Kurz nach dem Beginn des Sechstagekriegs nahmen israelische Truppen die Jerusalemer Altstadt ein. Am 7. Juni 1967 meldete Mordechai Gur, der Kommandeur einer Fallschirmjägereinheit: „Der Tempelberg (hebräisch הר הבית har habait) ist in unserer Hand!“ Auf dem Minarett der al-Aqsa-Moschee hatten jordanische Scharfschützen Stellung bezogen; abgesehen von diesem Minarett gab es auf dem Tempelberg kaum Beschädigungen. (Anwar al-Chatib, der höchste jordanische Regierungsvertreter in Jerusalem, hatte nach eigenen Angaben vergeblich versucht, das Militär von der Nutzung des Minaretts abzuhalten.) Uzi Narkiss als Befehlshaber der israelischen Streitkräfte verbot den Soldaten das Betreten des Felsendoms und der al-Aqsa-Moschee und ließ dort Wachen positionieren. Sein Befehl wurde aber offenbar missachtet. Der oberste Militärrabbiner Schlomo Goren begleitete die Fallschirmjägereinheit, die den Tempelberg einnahm, und betrat den Felsendom, um dort den Schofar zu blasen. Dort traf er auf Uzi Narkiss. Wie dieser rückblickend berichtete, sprach Goren ihn damals an und schlug ihm vor, die Gelegenheit zu nutzen und den Felsendom zu sprengen. Narkiss drohte ihm daraufhin mit Verhaftung. Bekannte Persönlichkeiten besichtigten die Heiligtümer, kurzzeitig wurde die israelische Flagge auf dem Felsendom gehisst. Mosche Dajan ließ die Flagge sofort entfernen, befahl den Rückzug des Militärs vom Tempelberg und erklärte, der Besuch aller heiligen Stätten Jerusalems sei sofort für Mitglieder aller Religionen möglich. Das israelische Militär richtete daraufhin einen Checkpoint am südwestlichen Eingang zum Tempelplatz ein. Am 17. Juni 1967 traf sich Dayan in der al-Aqsa-Moschee mit den religiösen Autoritäten der Jerusalemer Muslime und verkündete die Regelungen des Status quo (siehe unten).
Ende August 1967 fand eine Rabbinerkonferenz statt, die im Einklang mit der israelischen Regierungspolitik das Betretungstabu für den ganzen Tempelberg bekräftigte. Der sefardische Großrabbiner Ovadja Josef dehnte das Tabu auch auf den Luftraum über dem Tempelberg aus, der folglich nicht mit einem Hubschrauber überflogen werden dürfe. Der aschkenasische Großrabbiner Isser Jehuda Unterman erklärte, dass der Bau des Dritten Tempels nicht in Betracht komme, da Israel dazu spirituell nicht vorbereitet und die religionsgesetzlichen Fragen ungeklärt seien. Etwa gleichzeitig kamen muslimische Religionsgelehrte aus Palästina zusammen und erließen eine Fatwa, der zufolge das gesamte Tempelberg-Areal inklusive der Umfassungsmauern und Tore (d. h. auch inklusive der Klagemauer) eine islamische heilige Stätte sei.
Goren nahm nun eine führende Rolle unter den Rabbinern ein, die sich (im Gegensatz zum Oberrabbinat) für Gebete auf dem Tempelberg aussprachen und dort Areale identifizierten, die außerhalb des ehemaligen Tempelhauses und der inneren Tempelhöfe lagen und die zu betreten daher kein Tabu sei. In diesem Zusammenhang erklärte Rabbi Zerach Warhaftig, der Minister für religiöse Angelegenheiten, der ganze Tempelberg sei „jüdischer Besitz“, da König David ihn gekauft habe.
Der Staat Israel gestaltete das direkte Umfeld des Tempelbergs nach 1967 stark um, zunächst durch Abriss des Mughrabi-Viertels, wodurch die Western Wall Plaza neu entstand, und dann durch umfangreiche archäologische Tätigkeit entlang der südlichen und der westlichen Umfassungsmauer. Die jüdisch-israelische Öffentlichkeit wurde dadurch eingeladen, diese tempelbergnahen Räume zu nutzen: kulturell durch Besichtigung archäologischer Befunde, und religiös durch Gebete an der Klagemauer (wobei die Western Wall Plaza außerdem auch Ort staatlicher Gedenkveranstaltungen und militärischer Zeremonien ist).

## Heutige Situation

### Status quo
Mit dem Status quo sind folgende Regelungen gemeint, die gelten, nachdem Israel im Sechstagekrieg die Kontrolle über die Jerusalemer Altstadt und den Tempelberg erlangt hatte:
- Israel kontrolliert den Zugang zum Tempelberg.
- Die Jerusalemer Waqf-Behörde verwaltet das Areal und die heiligen Stätten. 1984 entzog die israelische Regierung die (als Stück der äußeren Umfassungsmauer eigentlich zum Tempelberg gehörige) Klagemauer der Verwaltung des Waqf und erklärte sie zum staatlichen Eigentum.[118]
- Jordanien finanziert diese Waqf-Behörde; das haschemitische Königshaus sieht sich in der Verantwortung, die Einhaltung des Status quo gegenüber der israelischen Regierung zu vertreten.
- Verteidigungsminister Moshe Dayan ordnete an, dass Juden den Tempelberg zwar betreten, aber dort nicht beten dürften; das Oberrabbinat unterstützte diese Regelung, die 1967 verhindern sollte, dass sich der Nahost-Konflikt zu einem religiösen Konflikt ausweitete.

„Dieser Status quo aus dem Jahr 1967 fand auch Ausdruck in dem israelisch-jordanischen Friedensvertrag von 1994 und gilt bis heute als Referenz, wenn es um Veränderungen – z.B. Zuständigkeiten oder Besuchsrechte – am Tempelberg geht.“
Die israelische Regierung verzichtet darauf, israelisches Recht auf dem Tempelberg konsequent durchzusetzen (der ja zusammen mit Ostjerusalem von ihr als israelisches Staatsgebiet beansprucht wird, was aber diskutiert wird.). Im Fall des Tempelbergs sind besonders zwei israelische Gesetze relevant:
- Gesetz zur Erhaltung heiliger Stätten (1967),
- Altertümergesetz (1978); seit 1967 hat der Tempelberg nämlich auch den Status einer archäologischen Stätte.[121]

Die Verwalter des Geländes waren nach 1967 moderate, von Jordanien ernannte Palästinenser, die sich generell an Absprachen mit der israelischen Polizei hielten. Die passive Akzeptanz einiger Regelungen durch diese Palästinenser und Jordanier ermöglichte es Israel, den Eindruck zu erwecken, dass der Tempelberg seiner staatlichen Souveränität untersteht:
- Enteignung des Gebäudes al-Madrasa al-Tankiziyya, in dem sich die Polizeiwache befindet;
- Beanspruchung der Schlüssel und damit der Kontrolle des Mughrabi-Tors;
- Alleinige Zuständigkeit für Sicherheit und Ordnung auf dem Gelände;
- Zugangsbeschränkungen aus Sicherheitsgründen;
- Koordination der Einlassmodalitäten, der Öffnungszeiten und der Besuche durch VIPs;
- Verfolgung von Straftaten, die auf dem Tempelberg begangen wurden, nach israelischem Recht;
- Teilweise Durchsetzung israelischer Bauvorschriften.

Im Zuge des israelisch-palästinensischen Konflikts geriet der Waqf zunehmend unter den Einfluss der islamischen Bewegung in Israel. Er sieht sich weniger als religiöser Dienstleister, der eine heilige Stätte wartet, sondern als politischer Akteur.
Aus palästinensischer Sicht gibt es eine israelische Agenda, die heilige Stätte nach dem Vorbild von Hebron zwischen Juden und Muslimen aufzuteilen; 2001 gab Israel bekannt, dass die Frei- und Grünflächen auf dem Haram künftig zum israelischen Nationalpark werden sollten, wodurch sich die Kontrolle der Waqf-Behörde auf die Gebäude beschränken würde.

### Aufweichung des Status quo
Im August 2022 entfernten israelische Aktivisten die Schilder des Oberrabbinats, die darauf hinwiesen, dass Juden der Besuch des Tempelberges verboten sei, und ersetzten sie durch Schilder, die zum Besuch des Tempelberges aufriefen. Erst im Dezember 2022 wurden die ursprünglichen Schilder wiederhergestellt.
Während des Flaggenmarsches am israelischen Jerusalemtag im Mai 2024 forderte der rechtsradikale israelische Minister für nationale Sicherheit Itamar Ben-Gvir, dass Juden am Tempelberg beten dürfen sollten:
»Ich freue mich, dass Juden heute auf den Tempelberg gegangen sind und dort gebetet haben. Das ist sehr wichtig. Meine Politik ist in dieser Angelegenheit ganz klar: Juden können überall in Jerusalem hingehen und überall beten, und nicht nur stillschweigend. Juden haben auf dem Tempelberg gebetet, das ist die Politik des Ministers. Die Juden haben auf dem Tempelberg gebetet, und das ist gut so.«
Bei einem Auftritt am Damaskustor sagte Ben-Gvir am selben Tag:
»Ich bin hierher zurückgekehrt, um der Hamas und allen Häusern in Gaza und im Norden eine Botschaft zu übermitteln … Jerusalem gehört uns. Das Damaskustor gehört uns. Der Tempelberg gehört uns. Heute haben Juden gemäß meiner Politik ungehindert die Altstadt betreten, und Juden haben ungehindert auf dem Tempelberg gebetet. Wir sagen es so einfach wie möglich: Er gehört uns.«
Premierminister Benjamin Netanjahu gab eine Erklärung heraus, dass der Status quo auf dem Tempelberg sich nicht verändert habe.
Die Polizei, die für die Einhaltung der Vorschrift zuständig ist, untersteht allerdings Ben Gvir. Außerdem hat die Polizei eine zunehmend enge Beziehung zu Ben-Gvirs Frau Ajala aufgebaut, die sich für die Förderung jüdischer Besuche auf dem Tempelberg einsetzt. Der Status quo wird zunehmend ausgehöhlt. Anfang Juni 2024 besuchte eine Gruppe der Tempelberg-Jeschiwa die Stätte und betete auf dem Tempelberg. Die Polizei gab die Einhaltung der Vorschrift entgegen der Zusagen von Netanjahu stillschweigend auf; sie beobachtete die Betenden und schritt nicht ein.

### Zutritt und Zutrittsbeschränkungen
Der Zugang zum Tempelberg ist für Muslime über acht Tore an der Nord- und Westseite der Anlage möglich. Alle Tore werden von israelischen Polizisten und Angestellten des Waqf überwacht. Andersgläubigen ist der Zutritt nur über die Mughrabi-Brücke und das Marokkanertor bei der Klagemauer erlaubt. Das Betreten ist dort nur nach Sicherheitskontrollen außerhalb der Gebetszeiten und nur von Samstag bis Donnerstag möglich.

#### Situation der Muslime

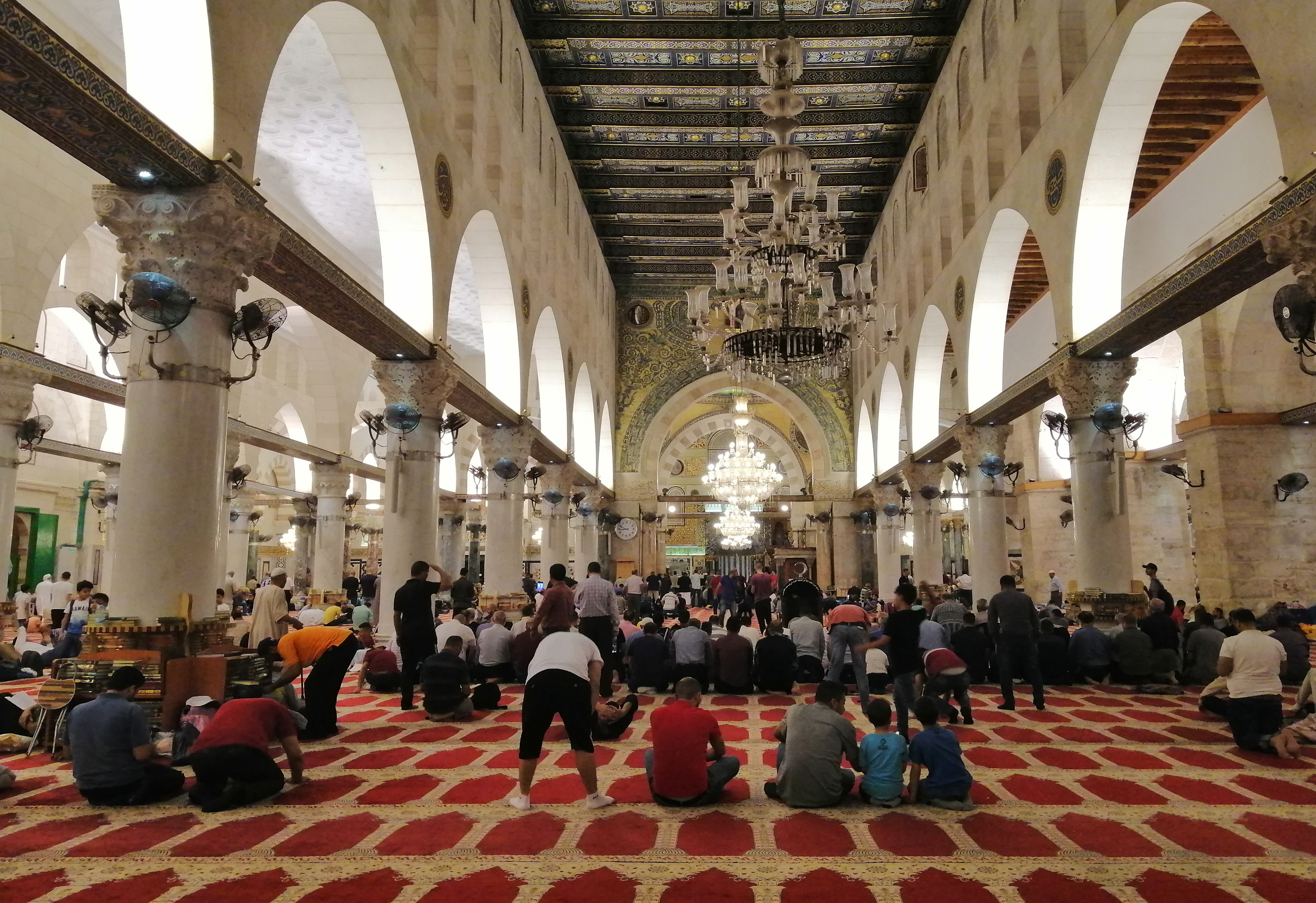
Innenraum der al-Aqsa-Moschee

Nach der Ersten Intifada verhängte die israelische Polizei Zugangsbeschränkungen für Muslime, die nicht in Jerusalem wohnen.
Zugangsbeschränkungen treten seit 2003 in Kraft bei angespannter Sicherheitslage und nach entsprechenden Informationen des israelischen Geheimdienstes. Das übliche Zugangskriterium ist hierbei das Alter von Männern (über 40 oder 45 Jahren); für Frauen gibt es in der Regel keine Beschränkungen.

#### Situation der Nichtmuslime

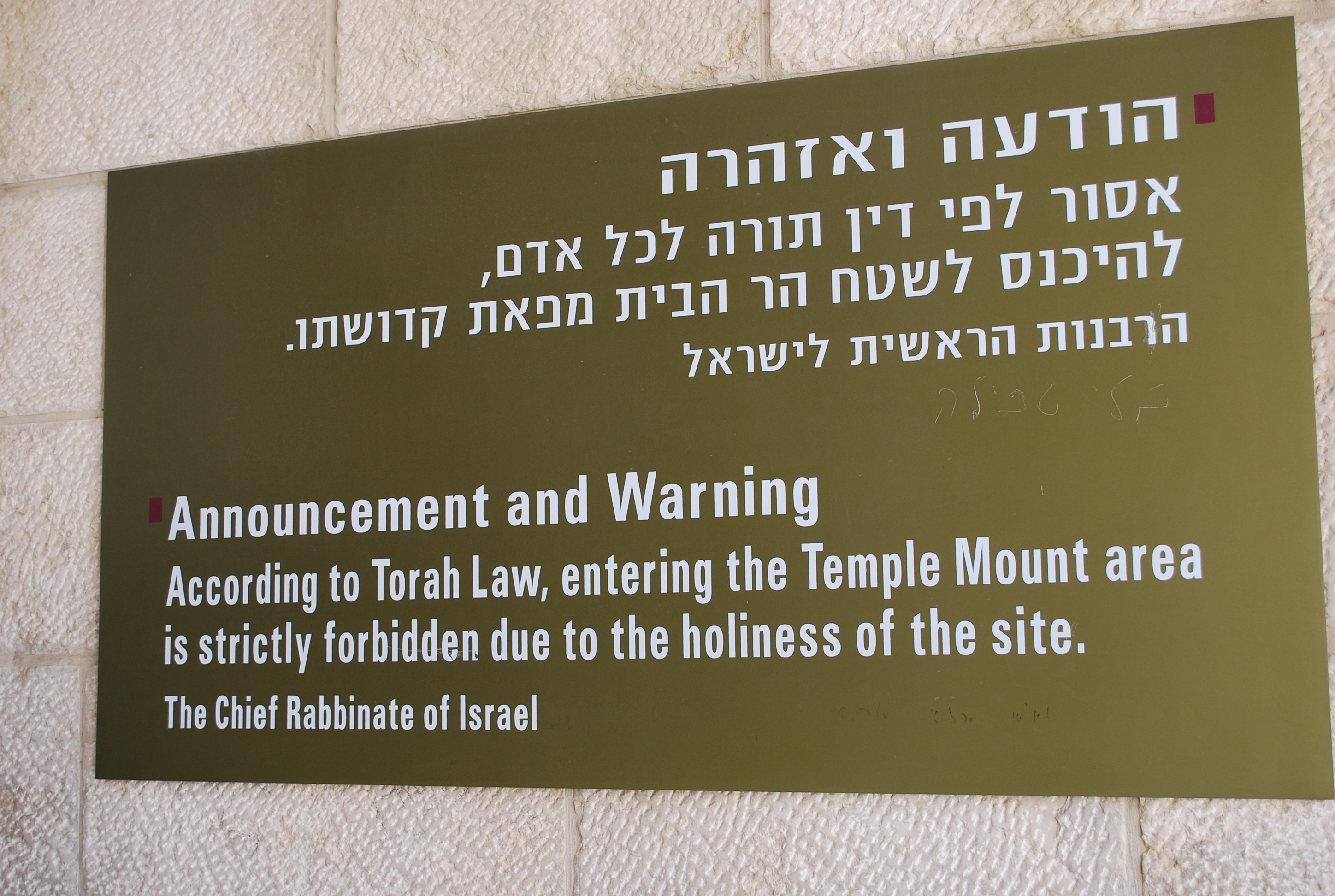
Das Oberrabbinat von Israel verbietet Juden den Besuch des gesamten Tempelbergs.

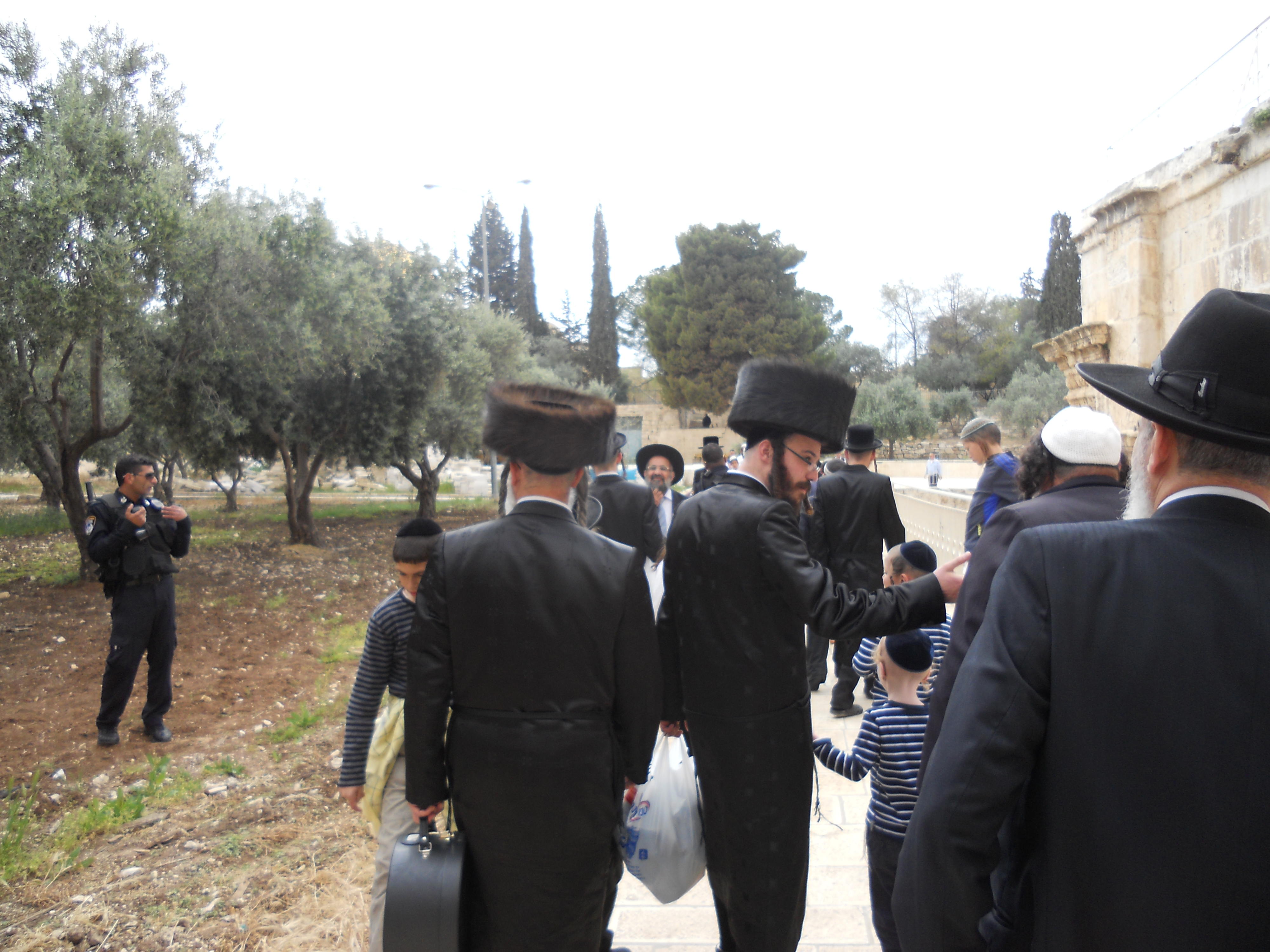
Auch manche Charedim nehmen an Tempelberg-Rundgängen teil.

Bis zur Zweiten Intifada durften Touristen gegen Gebühr die al-Aqsa-Moschee, den Felsendom und das Islamische Museum besuchen. Zwischen 2000 und 2003 verweigerte der Waqf Nichtmuslimen grundsätzlich den Zugang zum Haram. Seit 2003 ist der Besuch des Haram wieder erlaubt, nicht jedoch der Eintritt in die Gebäude. Verboten ist das Mitbringen von religiösen Büchern und Kultgegenständen jeder Art (etwa Torarollen) und das Abhalten von Gebeten anderer Religionen. Aus Sicherheitsgründen werden Juden nur in kleinen Gruppen und oft mit Aufsicht eingelassen. Die Organisation HALIBA setzt sich angesichts dieser Einschränkungen für den freien Zugang von Juden zum Tempelberg ein.
Das israelische Oberrabbinat verhängte 1967 ein Betretungsverbot für den Tempelberg, da der erforderliche Zustand ritueller Reinheit in der Gegenwart nicht mehr erreichbar sei. Allerdings war ein Teil des herodianischen Tempelvorhofs (bis zur Balustrade) in der Antike auch für Nichtjuden zugänglich gewesen. So schien es möglich, auf dem Tempelberg einen Parcours aufzuzeigen, auf dem jüdische Besucher sich bewegen konnten, ohne in die Bereiche zu kommen, an denen sich einst das Tempelhaus und die inneren Höfe befanden. Besonders Schlomo Goren befasste sich intensiv mit diesem Thema und entwarf 1992 einen Plan des Tempelbergs, der einen 110 m breiten Streifen im Süden der Esplanade als „sichere“ Zone auswies, in der Juden sich aufhalten, beten und eine Synagoge errichten könnten. Goren erwähnte dabei nicht, dass sich in diesem Streifen aktuell die al-Aqsa-Moschee befindet.
Was in den 1990er Jahren nur eine kleine Minderheit religiöser Juden praktizierte, gewann seitdem an Popularität im nationalreligiösen Spektrum der israelischen Bevölkerung. Diese Entwicklung wird begleitet von einem Diskussionsprozess innerhalb des Rabbinats, wo sich mittlerweile mehrere Rabbiner unterschiedlicher Provenienz für einen Besuch des Tempelbergs durch Juden aussprechen. Dabei wird dem Rundgang auf der Esplanade (und nicht etwa dem Stehen, Berühren oder Sich Niederwerfen) religiöse Bedeutung zugeschrieben. Wie Sarina Chen erläutert, gibt es im Chassidismus den Gedanken, dass Wanderungen erlösende Wirkung haben können; dieses traditionelle Konzept habe sich bei den Tempelbergaktivisten mit dem modernen Konzept des Protestmarschs verbunden. Der sephardische Oberrabbiner Jitzchak Josef bekräftigte 2014 das religiöse Verbot, den Tempelberg zu betreten: „Juden dürfen nicht zum Tempelberg gehen und die arabischen Terroristen provozieren. Dies muss aufhören … nur auf diese Weise wird das Vergießen von Blut des Volks Israel beendet werden.“

### Umbauten und Reparaturen
Die Durchsetzung israelischen Baurechts auf dem Tempelberg geschieht nicht konsequent, sondern selektiv. Die Waqf-Behörde beantragte (erfolgreich) die Befreiung von der Importsteuer für Baumaterialien und Teppiche, die sie aus dem Ausland bezog, andererseits führte die Waqf-Behörde auch Renovierungsmaßnahmen durch, ohne diese genehmigen zu lassen. Die Temple Mount Faithful klagten in den 1980er Jahren vor dem Obersten Gericht gegen diese Arrangements.

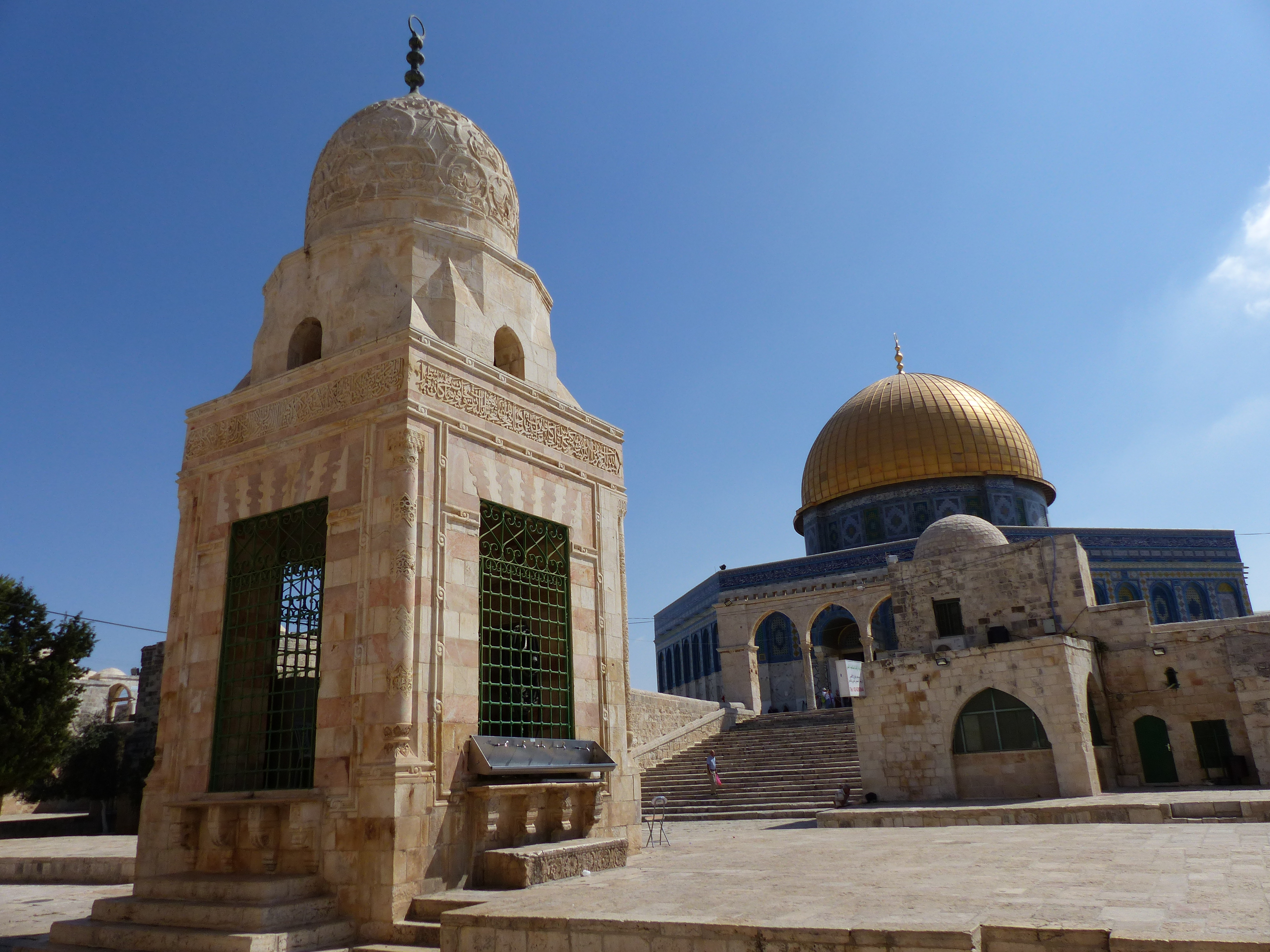
Sabil Qaitbai und Felsendom

Während archäologischer Grabungen am Warren-Tor, einem der antiken Zugänge zum Herodianischen Tempel, ließ der für die Klagemauer zuständige Rabbiner Jehuda Getz 1981 den Eingang zu dem Tunnel freiräumen, der zum Brunnen Sabil Qaitbai (Zisterne 21) auf dem Tempelberg führt. Dieser Brunnen ist nur 80 m vom Felsendom entfernt. Es kam zu einem Handgemenge zwischen den von Getz beaufsichtigten Arbeitern und Waqf-Angestellten. Die israelische Regierung ließ diesen unterirdischen Zugang zum Haram versiegeln.
Ein Arrangement, das kurz vor dem Ziel scheiterte, war 1996 die Vereinbarung, dass die Waqf-Behörde die Öffnung des Klagemauertunnels hinnehmen würde und im Austausch dafür die Ställe Salomos als Moschee herrichten dürfe (Marwani-Moschee). Die israelische Seite entschied sich schließlich dagegen, indem sie argumentierte, der Tunnel sei kein Teil des Tempelbergs, und daher habe die Waqf-Behörde dort auch kein Mitspracherecht: die Tunnelöffnung wurde der Waqf-Behörde also einfach mitgeteilt.

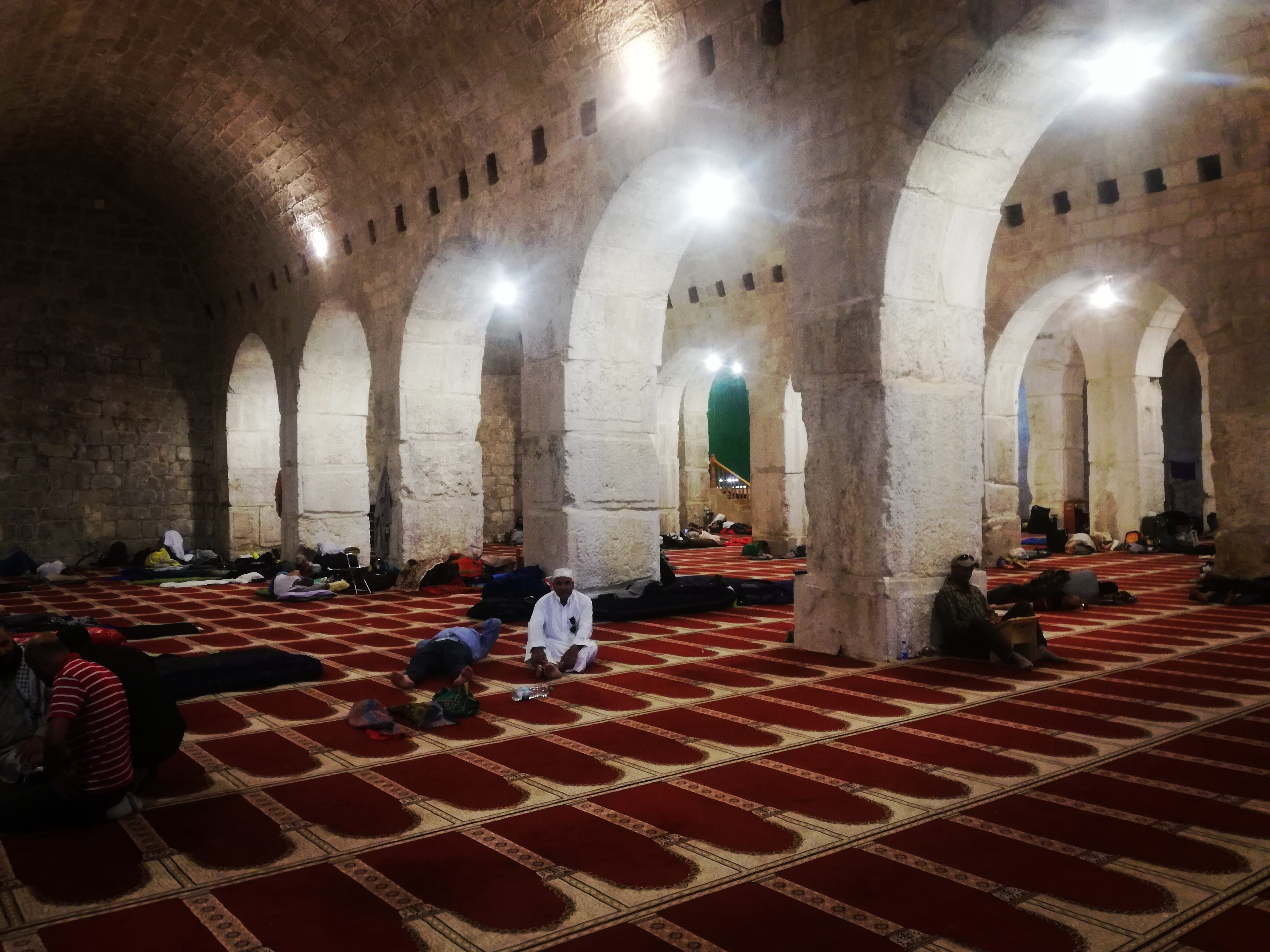
Unterirdische Marwani-Moschee (2019)

Ab 1998 hatte die Waqf-Behörde mit Restaurierungsarbeiten in den Ställen Salomos begonnen. Ein Motiv dabei war auch, einem Synagogenbau im Süden des Tempelbergs zuvorzukommen; die Erfahrung des Klagemauertunnels hatte gezeigt, dass ein unterirdischer Raum hierfür geeignet wäre.

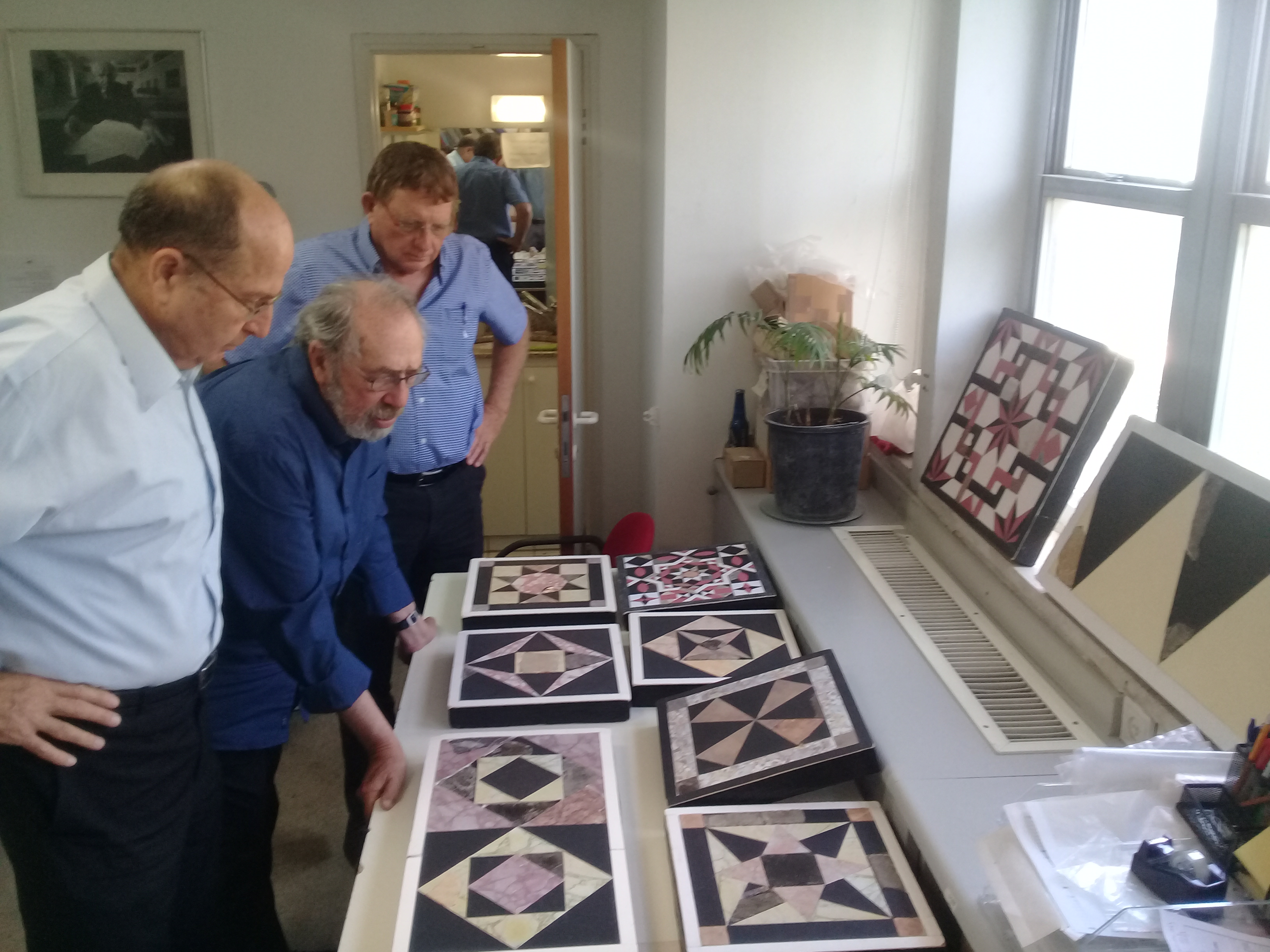
Gabriel Barkay (Mitte) erläutert Mosche Jaalon (links) Bodenfliesen des Tempels, die aus Fundstücken des Temple Mount Sifting Projects probeweise zusammengesetzt wurden (2017)

Die Besonderheit dieses 6500 Quadratmeter großen Raumes ist, dass er in der Südostecke des Haram liegt und durch zwei verschlossene Tore in der Stadtmauer im Prinzip auch von außen zugänglich wäre, von der Esplanade aus dagegen nur durch einen schmalen, 1 Meter breiten Zugang betreten werden konnte.
Ohne archäologische Begleitung wurde für die Marwani-Moschee eine breite Rampe als Zugang neu geschaffen und der Aushub lastwagenweise ins Kidrontal gekippt. Besonders der Archäologe Gabriel Barkay, Bar-Ilan-Universität, setzte sich dafür ein, den Bodenaushub nachträglich zu untersuchen und auf diese Weise den Schaden zu begrenzen. Von 2004 bis 2017 befasste sich das Temple Mount Sifting Project mit der Untersuchung des Aushubs, wobei immer wieder interessante Kleinfunde in den Medien präsentiert wurden. Viele Archäologen äußerten sich jedoch skeptisch: „Weil die Funde nicht aus ihrem richtigen archäologischen Kontext stammen und der Aushub seit der Moscheerenovierung mindestens zweimal umgelagert wurde, fehlt dem Verfahren der wissenschaftliche Wert.“ (Katharina Galor)
Israelische Archäologen fürchteten auch, dass die Arbeiten an der Marwani-Moschee zur Destabilisierung des Tempelbergs und der Klagemauer führen. Im Herbst 2002 wurde eine Beule von ungefähr 70 cm an der südlichen Mauer festgestellt. Man befürchtete einen Einsturz des deformierten Mauerteils. Da der Waqf keine eingehende israelische Kontrolle erlaubte, wurde zwischen Israel und der Waqf-Behörde vereinbart, die Mauer von einer Gruppe jordanischer Ingenieure untersuchen zu lassen (Oktober 2012). Nach ihrem Gutachten erfolgten Mitte 2013 die notwendigen Reparaturen.
Am 10. Oktober 2019 räumten israelische Polizisten im Goldenen Tor eine provisorische Moschee. Sie entfernten und beschlagnahmten Gebetsteppiche, Schränke mit religiösen Büchern und eine hölzerne Gebetsnische. Das Tor ist ein Gebäude mit einer Halle und Innenhöfen. Die Muslime richteten dort nach Einschätzung israelischer Behörden in den Wochen vor der Räumung eine Moschee ein und verletzten damit den Status quo. Damit ist gemeint, dass das Goldene Tor nach israelischen Angaben im Bezugsjahr 1967 kein Gebets-, sondern ein Lagerraum war; die Nutzung des Torhauses als Moschee ist allerdings seit dem 11. Jahrhundert in den Quellen bezeugt.

## Gruppen, die den Bau des Dritten Tempels anstreben
Nach einer Umfrage des Jahres 2012 möchten nur 17 Prozent der jüdischen Bevölkerung Israels, dass der Dritte Tempel erbaut wird. Aber 52 Prozent wünschen, dass Juden auf dem Tempelberg Gebete verrichten können (43 Prozent der säkularen und 92 Prozent der religiösen jüdischen Israelis).
- Rabbi Yisrael Ariel und das von ihm gegründete Tempel-Institut. Das Institut widmet sich unter anderem der Ausbildung jüdischer Priester (Kohanim) in Fragen des Opferkultes und führt im Rahmen dieser Bildungsarbeit seit den 2000er Jahren ein Reenactment des Pessachopfers durch. Der Antrag, dieses Reenactment dicht am Tempelberg durchzuführen, wurde von israelischen Gerichten regelmäßig abgewiesen. Im April 2017 wurde jedoch genehmigt, diese Veranstaltung auf dem Platz vor der Hurva-Synagoge, mitten im Jüdischen Viertel der Altstadt, durchzuführen.[149] Im März 2018 genehmigte das Jerusalemer Verwaltungsgericht eine derartige Veranstaltung am Davidson-Center, direkt unterhalb des Tempelbergs. Scheich Ekrima Sabri, der Imam der Al-Aqsa-Moschee, bezeichnete das Vorhaben als eine Provokation der muslimischen Gläubigen.[150]

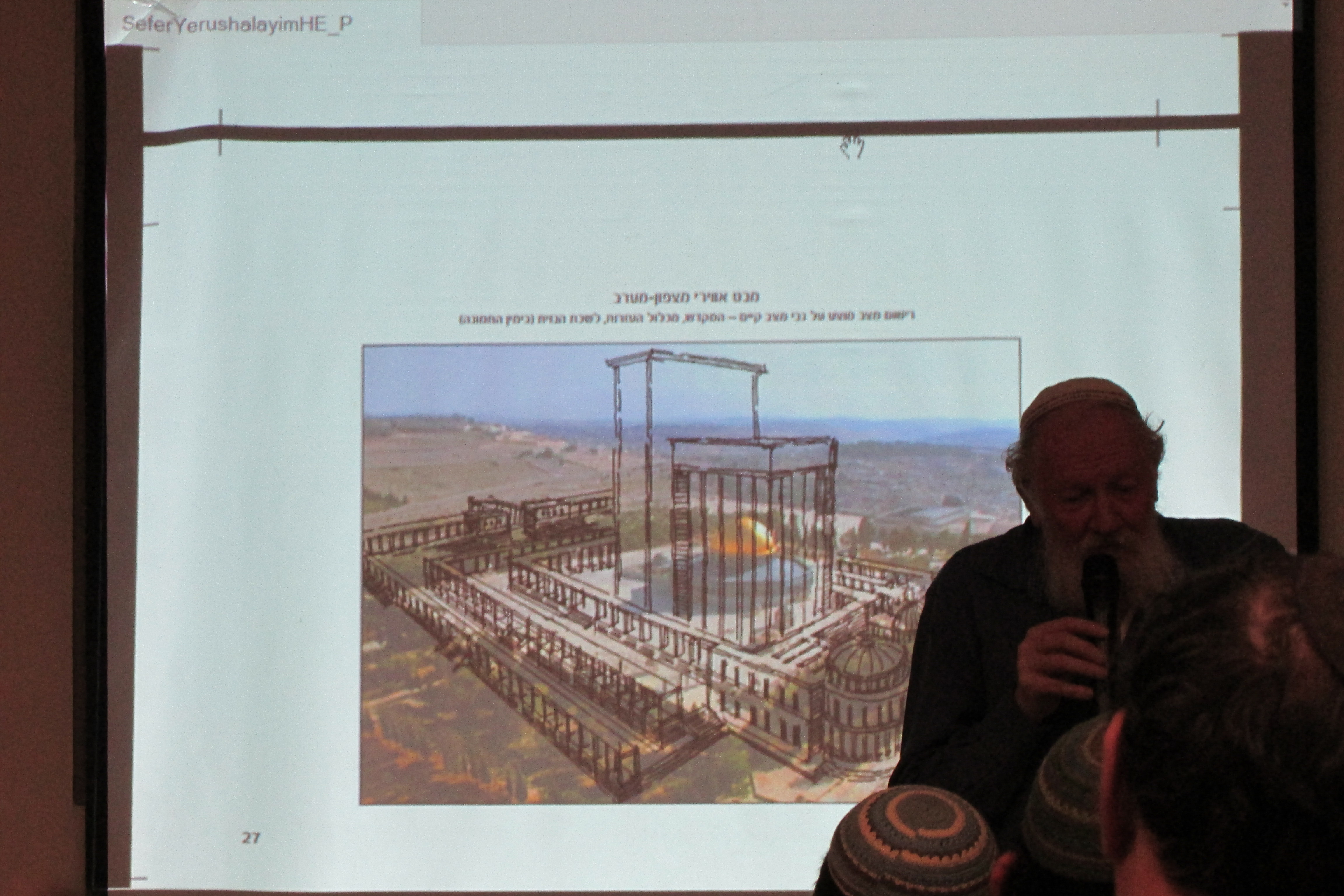
Jehuda Etzion präsentiert einen Plan für den Dritten Tempel (2018)

- Jehuda Etzion und die Chai wekajam-Bewegung („Lebendig und existierend“). Etzion gehörte zu einem terroristischen Netzwerk von Gusch-Emunim-Aktivisten. Er wurde unter anderem wegen Planungen zur Sprengung des Felsendoms (1984) zu einer mehrjährigen Haftstrafe verurteilt. Noch während seines Prozesses verfasste er 1985 die Schrift „Der Tempelberg“, worin er seine Ideologie erläuterte: Der Bau des Dritten Tempels war nicht das erste Ziel, vielmehr sollte der Tempelberg von den muslimischen Bauwerken „gereinigt“ werden.[151] Nach seiner Haftentlassung 1989 gründete er die Chai wekajam-Bewegung.[152] Diese Gruppe macht seitdem immer wieder dadurch auf sich aufmerksam, dass die Mitglieder versuchen, oft in Begleitung von Pressevertretern, mit Gebetsschals (Tallitot) auf das Tempelareal vorzudringen, woran sie in vorhersagbarer Weise von der israelischen Polizei gehindert werden.[153] Verhaftungen und Prozesse nimmt man in Kauf. Etzion und seine Anhänger versuchen mit ihren Aktionen, das Thema des jüdischen Gebets auf dem Tempelberg in die israelische Öffentlichkeit zu tragen. Mit weiteren provokativen Aktionen forderte Etzion das orthodoxe rabbinische Establishment heraus. So wurde mehrere Jahre in Folge am Vortag des Pessachfestes in Abu Tor, gegenüber dem Tempelberg, ein Ziegenböckchen als Modell des Pessachopfers geschlachtet und gebraten.[154]
- Gerschon Solomon und die von ihm gegründete Temple Mount Faithful-Organisation. Solomon, der wie viele Mitglieder der Gruppe persönlich kein praktizierender Jude ist,[155] hatte ursprünglich eine zionistische Agenda: der Tempelberg war ihm wichtig als Symbol der Nation[156]; dem Bau des Dritten Tempels wurde in den Anfangsjahren weniger Bedeutung beigelegt als der politischen Kontrolle des Ortes.[157] Die Temple Mount Faithful entfalteten eine große Öffentlichkeitswirkung durch Werbekampagnen, Demonstrationen und Prozesse. Ihre Demonstrationen endeten typischerweise außerhalb des Tempelareals, wo sie von einem Großaufgebot der Polizei aufgehalten wurden, mit dem Absingen der HaTikwa[158]. Dann kam Solomon in Kontakt zu christlichen Fundamentalisten, wodurch seine Gruppierung apokalyptisch-messianische Züge annahm.[159] Solomon erwartete nun eine endzeitliche Schlacht (Gog und Magog), worauf der Gott Israels auf dem Tempelberg zum König gekrönt werde.[160] Wegen der säkular-nationalistischen Ursprünge und wegen der Vernetzungen in das christlich-fundamentalistische Milieu haben die Temple Mount Faithful eine Sonderstellung unter den Aktivisten für einen Dritten Tempel; sie werden bei gemeinsamen Aktivitäten nicht einbezogen. Im Unterschied zu Chai wekajam halten sich die Temple Mount Faithful strikt an Absprachen mit staatlichen Stellen, wodurch sie einige Erfolge erzielen konnten, z. B. das Recht, am Mughrabi-Tor zu beten.[161]
- Jan Willem van der Hoeven und die Internationale Christliche Botschaft Jerusalem (ICEJ). Van der Hoeven war bis zu seinem Rückzug 1998 offizieller Sprecher der ICEJ. Er warb Anfang der 1980er Jahre für den Tempelbau. 1984 plante die ICEJ einen Marsch zum Tempelberg anlässlich des Sukkotfestes, was Bürgermeister Teddy Kollek verhinderte. Nachdem im Frühjahr 1984 die Pläne von Mitgliedern der Lifta Gang und des Jüdischen Untergrunds zur Zerstörung des Felsendoms aufgedeckt worden waren, fürchtete Kollek, ein Tempelberg-Marsch Tausender Evangelikaler im Herbst des gleichen Jahres könne unabsehbare Konsequenzen haben.[162]
- Rabbi Josef Elboim, ein Belzer Chassid,[163] und die Bewegung für den Tempelbau. 1987 spaltete sich diese ultraorthodoxe Gruppe von den Temple Mount Faithful ab.[163] Elboims Gruppe vermeidet jedes öffentliche Aufsehen, weshalb ihre Aktivitäten auch wenig bekannt sind. Mitglieder der Bewegung besuchen den Tempelberg im Rahmen der zunehmend populärer werdenden Rundgänge und verrichten dabei Gebete – so unauffällig, dass sie im Gegensatz zu den Aktivisten von Chai wekajam selten von der israelischen Polizei gehindert werden.[164] Aufgrund ihrer nicht-konfrontativen Art gelang es Elboims Gruppe, das Wasserritual (also ein Ritual des jüdischen Tempelkults) auf dem Haram zu vollziehen.[165] Elboim will in die ultraorthodoxe Gemeinschaft hineinwirken und die traditionell passive Haltung zum Bau des Dritten Tempels verändern.[148] Damit stieß er auf den Widerstand anderer ultraorthodoxer Rabbiner. Es wurden Plakate in ultraorthodoxen Nachbarschaften geklebt, auf denen er für ausgeschlossen erklärt wurde. Andererseits wird Elboim von religiös-zionistischen Rabbinern unterstützt.

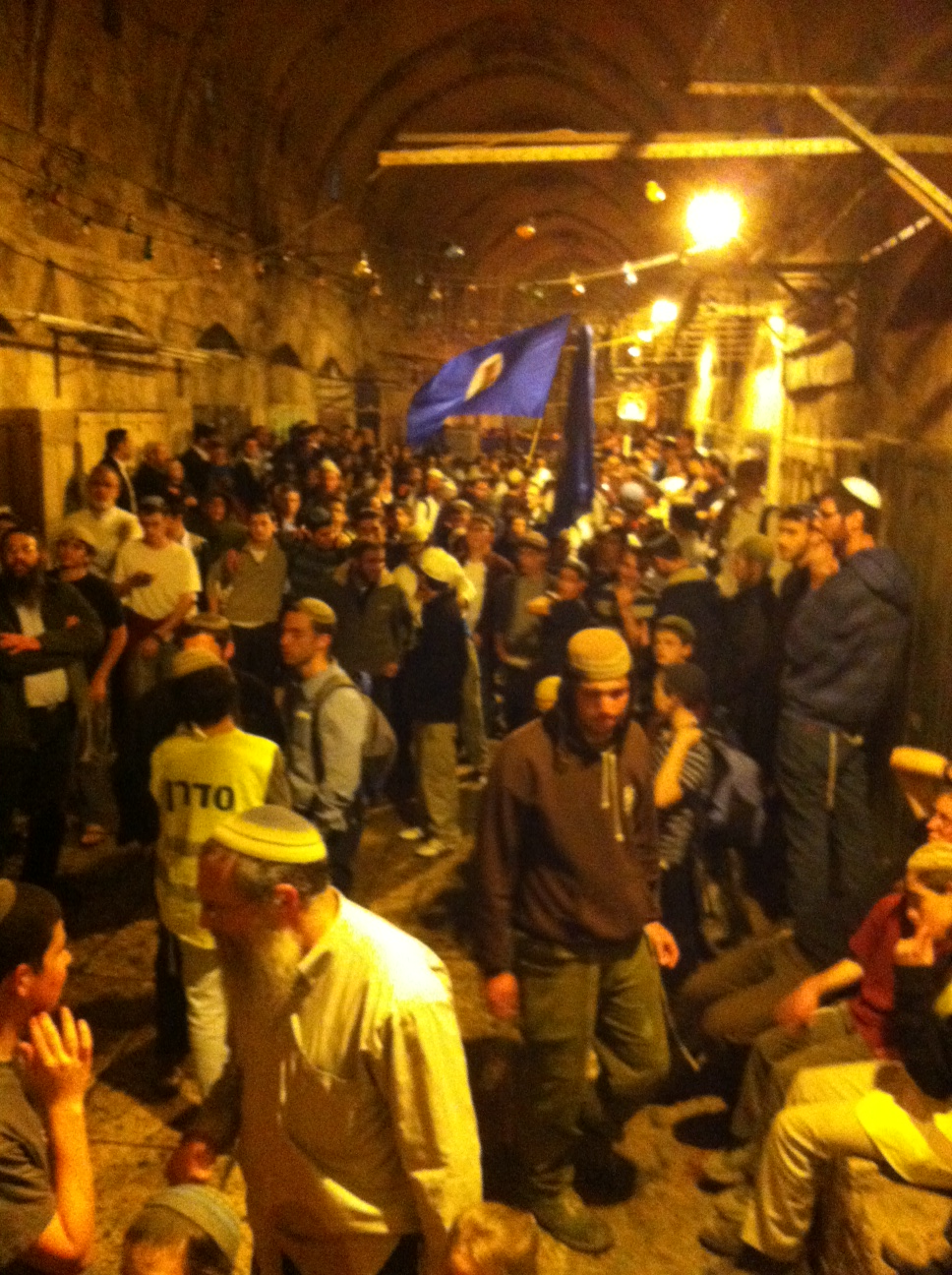
Umzug um die Tore des Tempelbergs, hier vor dem Bab al-Qattanin im Muslimischen Viertel (2013)

- Rabbi Jitzchak Ginsburgh und die Studenten der Od-Yosef-Chai-Jeschiwa („Josef-lebt-noch-Jeschiwa“). Ginzburg wird der Chabad-Bewegung zugerechnet,[166] was auch bedeutet, dass er überzeugt ist, in der messianischen Zeit zu leben.[167] Ginzburgs Schülerkreis gründete ein Zentrum für Tempelstudien (El Har Hamor, „Hin zum Weihrauchhügel“; Weihrauchhügel ist ein poetischer Name des Tempelbergs), zu dessen Projekten die Wiederbelebung der antiken Tempelwache (Mischmar haMikdasch) gehörte. Es handelt sich dabei um eine uniformierte, paramilitärische Gruppe, die im Jahr 2000 – von niemandem dazu ermächtigt – ihre Tätigkeit aufnahm: Juden durch Belehrung davon abzuhalten, im Zustand ritueller Unreinheit oder mit Lederschuhen das Tempelgelände zu betreten.[168]
- Einmal im Monat veranstaltet eine Dachorganisation von Tempelbergaktivisten mit Tausenden von Jugendlichen einen Marsch entlang der Tore des Haram (Sivuv Scheʿarim), woran die sogenannte Tempelwache teilnimmt.[169] Diese Umzüge um den Tempelberg, die seit 2000 stattfinden, werden von den Veranstaltern als altes jüdisches Ritual dargestellt, das bis ins Frühmittelalter zurückgehe und in Texten der Kairoer Geniza erwähnt werde. Männer sind im vorderen Teil des Umzugs, Frauen im hinteren, und als Trennung wird dazwischen eine symbolische Mechiza mitgeführt. In anderer Hinsicht ist der Rundgang nicht an traditionellen Mustern orientiert; die Liturgie verbindet sefardische und aschkenasische Elemente. Transportable Verstärkeranlagen spielen eine wichtige Rolle: An den Toren übertragen sie die Kantillation von Psalmen, dazwischen läuft religiöse Popmusik. Polizei riegelt die Gassen ab, durch die sich der Marsch bewegt, der die jüdische Präsenz in palästinensischen Teilen der Altstadt (auch akustisch) verstärken soll.[170]
- Chozrim laHar, „die zum [Tempel-]Berg Zurückkehrenden“, gilt (2015) als extremste Gruppierung von Tempelaktivisten.[171] Seit 2014 versuchen Mitglieder vor dem Pessachfest, lebende Ziegen auf den Tempelberg zu bringen, die sie zum Fest opfern wollen. Die Polizei schritt teils wegen Störung der öffentlichen Ordnung, teils wegen Verstoß gegen Tierschutzgesetze ein. Im März 2018 wurden arabische Plakate geklebt, auf denen Muslime aufgefordert wurden, den Tempelberg vor dem Pessachfest zu räumen.[172] Im April 2020 forderte die Gruppe Premierminister Benjamin Netanjahu auf, Pessachopfer auf dem Tempelberg zu ermöglichen; dann werde, wie schon zur Zeit König Davids, die Seuche (in diesem Fall COVID-19) aufhören.[173]

## Chronologie von Tempelberg-Krisen
Die schwersten Anschläge auf dem Tempelberg waren der Brandanschlag auf die al-Aqsa-Moschee 1969 und die Schießerei am Felsendom 1982. Den israelischen Sicherheitsbehörden und den Waqf-Mitarbeitern gelang es hingegen, eine Reihe weiterer und potentiell verheerender Anschläge zu vereiteln.

### 21. August 1969

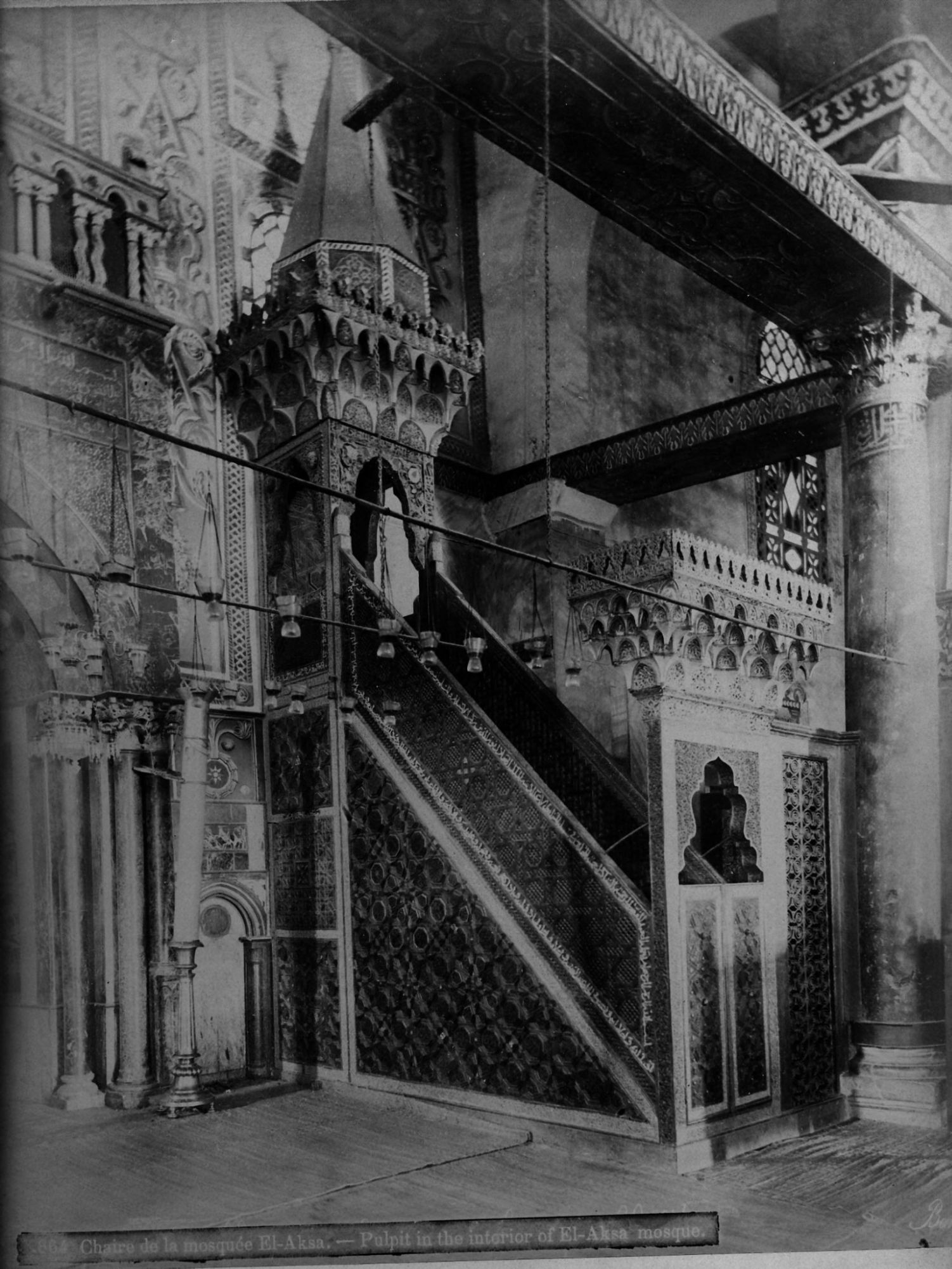
Minbar aus dem 12. Jahrhundert, 1969 durch Brandstiftung zerstört (Foto vor 1910)

Der Australier Denis Michael Rohan verübte einen Brandanschlag auf die al-Aqsa-Moschee, wobei die hölzerne Kanzel zerstört wurde, die aus ayyubidischer Zeit stammte. Rohan, Mitglied der Weltweiten Kirche Gottes, hatte zuvor in einem Kibbuz als Volontär gearbeitet. Sechzehn Züge der Jerusalemer Feuerwehr kämpften stundenlang gegen die Flammen, behindert von aufgebrachten Palästinensern, die sie verdächtigten, den Brand nicht zu löschen, sondern Benzin zuzufügen. Am Nachmittag besuchten Premierministerin Golda Meir und Verteidigungsminister Mosche Dajan die ausgebrannte Moschee.
Bei dem Prozess, der im Herbst 1969 in Jerusalem stattfand, legte Rohan ein volles Geständnis ab. Er wurde zu lebenslanger Haft in einer psychiatrischen Einrichtung verurteilt, die er größtenteils in Australien verbrachte. Die Aussagen des muslimischen Wachtpersonals, dass keine Israelis in den Anschlag verwickelt waren, wirkten deeskalierend. In der muslimischen Öffentlichkeit war das Entsetzen über die Tat weltweit groß; König Faisal ließ die saudi-arabischen Truppen auf einen Dschihad vorbereiten.

### 11. April 1982
Der aus Baltimore stammende Alan Harry Goodman, ein psychisch labiler israelischer Soldat, betrat den Tempelplatz in Uniform und bewaffnet mit einem Sturmgewehr (M16). Er erschoss einen der Wachleute des Felsendoms, verschaffte sich dadurch Zutritt und erschoss einen Waqf-Angestellten, der die Türen zu schließen versuchte. Er verschanzte sich daraufhin für 45 Minuten im Felsendom und schoss aus Türen und Fenstern auf Muslime, bis er keine Munition mehr hatte. Vor Gericht sagte Goodman aus, er habe allein gehandelt und den Tempelberg „erlösen“ wollen. Indessen fanden die Ermittler kahanistische Schriften in seiner Wohnung, und Meir Kahane bezahlte Goodmans Verteidiger. Ein israelisches Gericht verurteilte Goodman zu lebenslanger Haft plus 40 Jahre. Seine Haftstrafen wurden später mehrmals reduziert, schließlich wurde er entlassen und am 26. Oktober 1997 in die Vereinigten Staaten überstellt.
Wochenlange gewalttätige palästinensische Demonstrationen waren die Folge des Anschlags. Yassir Arafat rief die Palästinenser auf, ihr Blut in einem heiligen Krieg zu vergießen. Weltweit fanden in muslimischen Ländern Streiks und Demonstrationen statt; der UN-Sicherheitsrat verurteilte die Entweihung des Haram und kritisierte Israel und das israelische Militär für die Tötung und Verwundung von Muslimen auf dem Tempelberg.

### 26. Januar 1984
Wachpersonal des Waqf verhinderte einen Sprengstoffanschlag auf den Tempelberg. Die in israelischen Medien als Lifta Gang bezeichneten Attentäter waren eine religiöse Kommune um Shimon Barda, einen Kleinkriminellen und Ex-Häftling, die im ehemals palästinensischen Dorf Lifta lebte und ein Waffenlager angelegt hatte, zu dem M72 LAW und Mengen von TNT gehörten. Die Ideologie dieser Gruppe war ein Mix aus Chassidismus und christlich-fundamentalistischer Endzeiterwartung.
Das hohe Zerstörungspotential, das der Anschlag von Barda und seinen Mittätern gehabt hätte, fand in den Medien relativ wenig Beachtung, da der Schin Bet im Frühjahr 1984 das Netzwerk „Jüdischer Untergrund“ aufdeckte, zu dem Personen mit militärischem Training gehörten. Diese Terrorgruppe hatte erklärtermaßen auch die Absicht, die islamischen Gebäude auf dem Tempelberg zu zerstören.

### Oktober 1990
Das Vorhaben der Temple Mount Faithful, auf dem Tempelberg am hohen jüdischen Feiertag Sukkot den Grundstein des Dritten Tempels zu legen, hatte gewalttätige Demonstrationen von Palästinensern zur Folge. Tatsächlich hatte die Gruppe vom Obersten Gericht nur die Genehmigung erhalten, ein Wasserritual (Teil des Tempelkults) an der Gihon-Quelle zu vollziehen. Aber in der muslimischen Gemeinde verbreitete sich das Gerücht, es sei auch die Grundsteinlegung für den jüdischen Tempel geplant. Jugendliche Muslime wurden aufgerufen, ihre heilige Stätte zu verteidigen. Hunderte von Muslimen strömten zum Tempelberg, während sich unten vor der Klagemauer Tausende jüdischer Beter versammelten, um den Priestersegen (Birkat kohanim) zu empfangen. Als ein Mitglied der Grenzpolizei einen Tränengas-Kanister fallen ließ, geriet die Situation außer Kontrolle. Muslime bewarfen vom Haram aus die dicht gedrängte Menge an der Klagemauer mit Steinen. Die israelische Polizei stürmte den Tempelberg und eröffnete das Feuer auf die Muslime; 17 Menschen starben bei dieser Aktion, die die Beziehungen zwischen Palästinensern und Israelis schwer belastete.

### Dezember 1997
Israelische Sicherheitskräfte vereitelten den Plan einer Gruppe um Avigdor Eskin, einen Schweinekopf mit Koran im Maul während des Freitagsgebets im Ramadan auf den Haram zu werfen. Diese Provokation sollte zu gewalttätigen palästinensischen Exzessen führen und verhindern, dass die israelische Regierung einen teilweisen Rückzug aus dem Westjordanland umsetzte, den sie angekündigt hatte. Eskin wurde vor Gericht gestellt und schuldig befunden, einen Schweinekopf auf einem alten muslimischen Friedhof platziert zu haben sowie einen Brandanschlag auf eine Einrichtung der Organisation Dor Schalem Doresch Schalom geplant zu haben; die Pläne bezüglich des Haram konnten ihm nicht gerichtsfest nachgewiesen werden.

### 14. Juli 2017

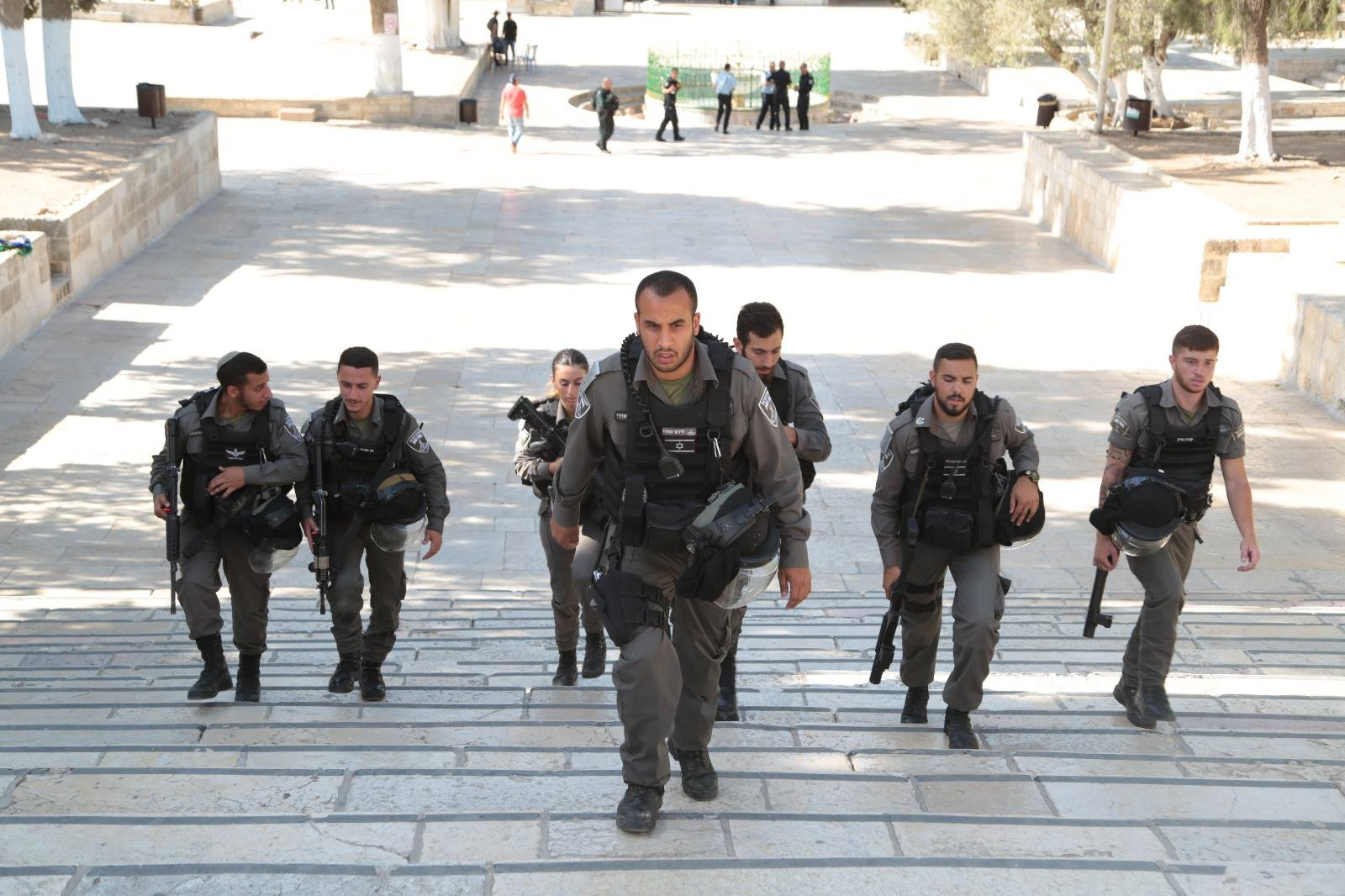
Nach dem Anschlag: Israelische Polizei auf dem Haram (14. Juli 2017)

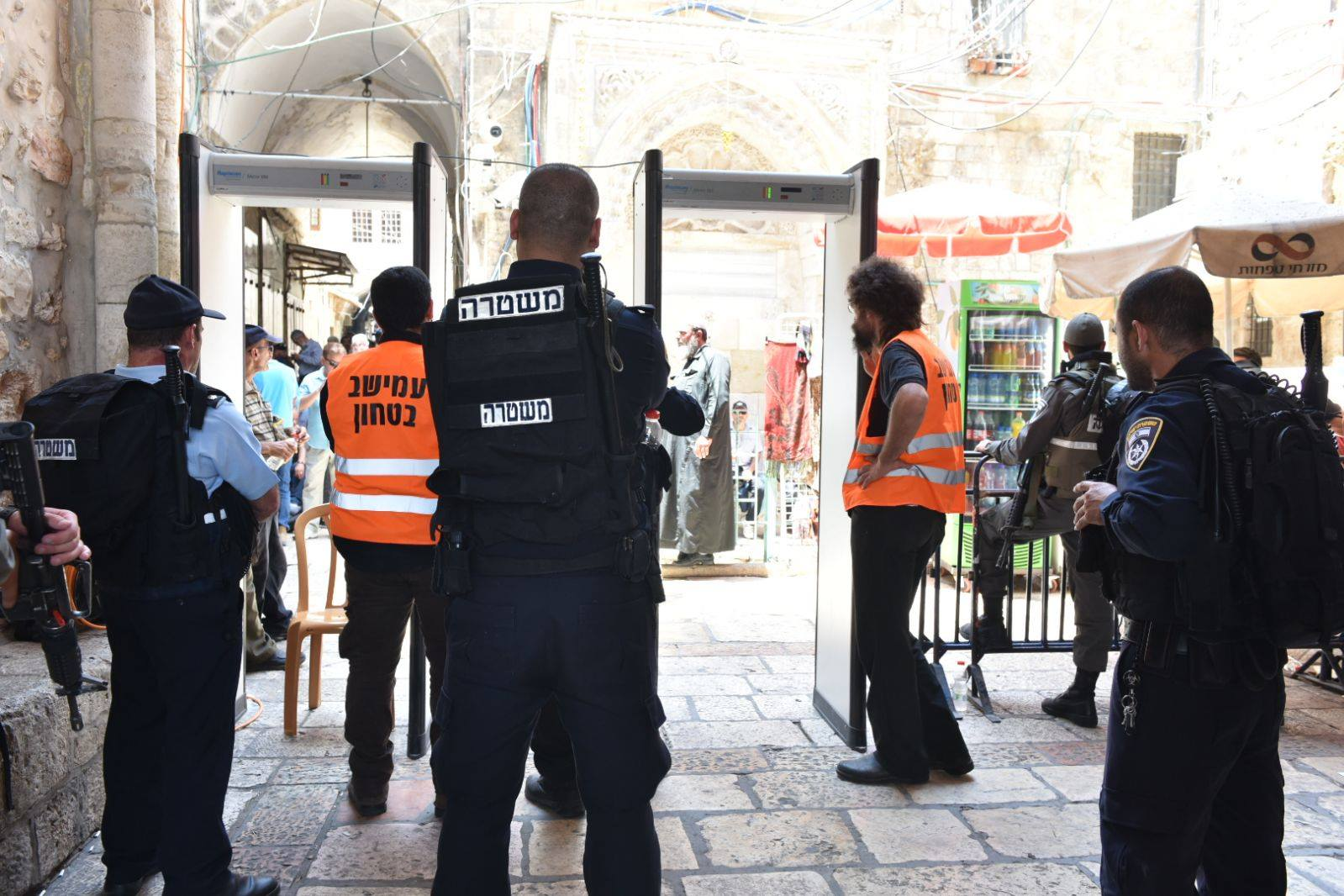
Metalldetektoren an einem Zugang zum Haram 2017

Zwei Angehörige der israelischen Grenzpolizei wurden vor einem Zugang zum Tempelberg mit Waffen erschossen, die Attentäter auf den Tempelberg gebracht hatten. Täter und Opfer waren israelische Staatsbürger. Die Attentäter waren muslimische Palästinenser aus der Stadt Umm al-Fahm im Norden Israels. Die Polizisten waren Drusen.
Die drei Attentäter Muhammad Ahmed Muhammad Jabarin, Muhammad Hamad Abdel Latif Jabarin und Muhammad Ahmed Mafdal Jabarin hatten am 14. Juli um 3 Uhr morgens den Tempelplatz betreten mit unter ihrer Kleidung verborgenen Schusswaffen (einer Pistole und zwei Carlo-Maschinenpistolen) und einem Messer. Sie hielten sich stundenlang auf dem Gelände auf und verließen um 7 Uhr den Haram Richtung des Muslimischen Viertel von Jerusalem. Dabei trafen sie auf die beiden Polizisten Kamil Schnaʾan und Haiel Sitawe und schossen sie nieder. Andere Polizisten verfolgten die Attentäter, die auf das Gelände des Haram flohen, und erschossen sie dort. Die beiden toten Polizisten stammten aus drusischen Gemeinden im Norden Israels; Kamil Schnaʾan war ein Sohn des früheren Knesset-Abgeordneten Schachiv Schnaʾan. Die Regierungsmitglieder Naftali Bennett und Mosche Kachlon kondolierten den Familien und betonten die Loyalität der drusischen Minderheit zum Staat Israel.
Israel ließ daraufhin den Tempelberg für 24 Stunden für die polizeilichen Ermittlungen sperren, so dass das Freitagsgebet erstmals seit 1969 dort nicht stattfinden konnte. Das Freitagsgebet am 21. Juli war zu Beginn des Tages von vielen friedlichen Demonstrationen in Form öffentlicher Gebete geprägt. Erst im Nachklang kam es zu Ausschreitungen zwischen Demonstranten und der israelischen Polizei. Mehr als 3.000 Polizisten wurden eingesetzt. In der Folge wurden drei Palästinenser getötet und weitere rund 400 verletzt.
Ministerpräsident Benjamin Netanjahu ordnete an, aus Sicherheitsgründen Metalldetektoren sowie zusätzliche Überwachungskameras vor den Eingängen aufzubauen. Religiöse Führer, wie der Jerusalemer Großmufti Muhammad Ahmad Hussein und die überwältigende Mehrheit der Muslime reagierten ablehnend auf die Maßnahmen. Sie weigerten sich daraufhin, die Metalldetektor-Schleusen zu passieren und beteten auf Straßen und Plätze außerhalb des Tempelbergs. Sie sahen in diesen eine Verletzung des Status quo und den Versuch Israels, den Muslimen den Tempelberg vorzuenthalten und mehr Kontrolle über den Tempelberg zu gewinnen.
Schließlich entschied das israelische Sicherheitskabinett, die Metalldetektoren zu entfernen. Sie sollen durch „Sicherheitsinspektionen auf der Grundlage hoch entwickelter Technologien und anderer Mittel“ ersetzt werden. Damit verhinderte Israel eine diplomatische Krise mit Jordanien: Zeitgleich kam es nämlich auf dem israelischen Botschaftsgelände in Amman zu einem Zwischenfall, bei dem zwei Jordanier starben. Jordanien forderte daraufhin, einen israelischen Sicherheitsbeamten zu verhören. Die gefundene Vereinbarung zwischen beiden Staaten sah so aus, dass Israel die Metalldetektoren am Tempelberg abbaute und Jordanien die Ausreise des Sicherheitsbeamten gestattete.
Wenige Tage nach dem Anschlag wurde Amjad Jabarin, ebenfalls arabischer Israeli aus Umm al-Fahm, verhaftet, der aussagte, die Attentäter trainiert zu haben. Er wurde im Oktober 2019 von einem Gericht in Haifa zu 16 Jahren Haft wegen Beihilfe zur Tat verurteilt, außerdem zu einer Geldzahlung an die Hinterbliebenen der Opfer.